# Assassin's Creed Odyssey
Vous lisez un « article de qualité » labellisé en 2025.
Assassin's Creed Odyssey est un jeu vidéo d'action-aventure et de rôle, développé par Ubisoft Québec et édité par Ubisoft en octobre 2018 sur PC, PlayStation 4 et sur Xbox One. Il s'agit du onzième volet majeur de la série Assassin's Creed et du successeur d'Assassin's Creed Origins. Comme son prédécesseur, le jeu propose un vaste monde ouvert et adopte de nombreux éléments du jeu de rôle, mettant davantage l'accent sur le combat et l'exploration que sur la furtivité. Les combats navals des précédents titres de la série jouent également un rôle important dans Odyssey. L'intrigue du jeu se concentre sur l'histoire mythologique de la guerre du Péloponnèse entre Athènes et Sparte, de 431 à 422 av. J.-C. Les joueurs contrôlent un mercenaire spartiate qui combat dans les deux camps pour tenter de retrouver sa famille et d'éliminer le mystérieux Culte de Kosmos. Odyssey poursuit également l'histoire de Layla Hassan, un personnage majeur introduit dans Origins, qui revit les souvenirs du mercenaire grâce à une technologie nommée « Animus » afin de trouver un puissant artefact, le bâton d'Hermès Trismégiste.
Le développement du jeu commence peu après la sortie d'Assassin's Creed Syndicate en 2015. Dans la lignée d'Origins, Odyssey facilite la transition d'Assassin's Creed vers une série de jeux de rôle et d'action, en introduisant des mécanismes de choix pour le joueur. Par rapport aux autres jeux de la série, Odyssey met l'accent davantage sur la mythologie et moins sur le conflit entre les Assassins et les Templiers, qui est l'élément narratif central de la plupart des jeux. Tout au long du développement du jeu, l'équipe s'inspire d'autres jeux de rôle contemporains tels que The Witcher 3: Wild Hunt, The Elder Scrolls V: Skyrim et Fallout 4. La musique du jeu est composée par The Flight.
Il reçoit des critiques généralement positives, avec des éloges pour son système de jeu, ses graphismes, ses personnages, ses éléments de jeu de rôle et la conception du monde, mais est critiqué pour son excès d'ambition, son rythme et l'inclusion de microtransactions. La priorité donnée aux mécanismes de jeu de rôle par rapport aux éléments traditionnels d'Assassin's Creed suscite également des réactions mitigées de la part des critiques et des joueurs. Le jeu est un succès commercial et s'est vendu à plus de 10 millions d'exemplaires dans le monde en mars 2020.
Ubisoft soutient le jeu avec la sortie ultérieure de plusieurs contenus téléchargeables, dont les deux extensions L'Héritage de la Première Lame et Le Sort de l'Atlantide. Odyssey est suivi en novembre 2020 par Assassin's Creed Valhalla, qui se déroule dans l'Angleterre et la Norvège médiévales, à l'époque de l'expansion des Vikings en Europe, et qui conclut l'histoire de Layla.

## Trame

### Univers et personnages
Comme les précédents jeux de la série, Odyssey propose un récit qui se déroule à l'époque de sortie du jeu et suit Layla Hassan (Chantel Riley), une meurtrière et ancienne chercheuse de la corporation Abstergo qui a été présentée pour la première fois dans Origins. Assistée de ses collègues assassins Victoria Bibeau, Kiyoshi Takakura et Alannah Ryan, Layla a pour objectif de retrouver le bâton d'Hermès Trismégiste et la cité perdue de l'Atlantide, en utilisant les données traitées par son Animus mobile. L'Animus fait revivre à Layla une histoire mythologique secrète qui se déroule pendant la guerre du Péloponnèse, qui opposait les cités-États de Grèce. L'intrigue du jeu se déroule de 431 à 422 av. J.-C., quatre siècles avant les événements d'Origins et la création de « Ceux qu'on ne voit pas », les précurseurs de la Confrérie des Assassins.

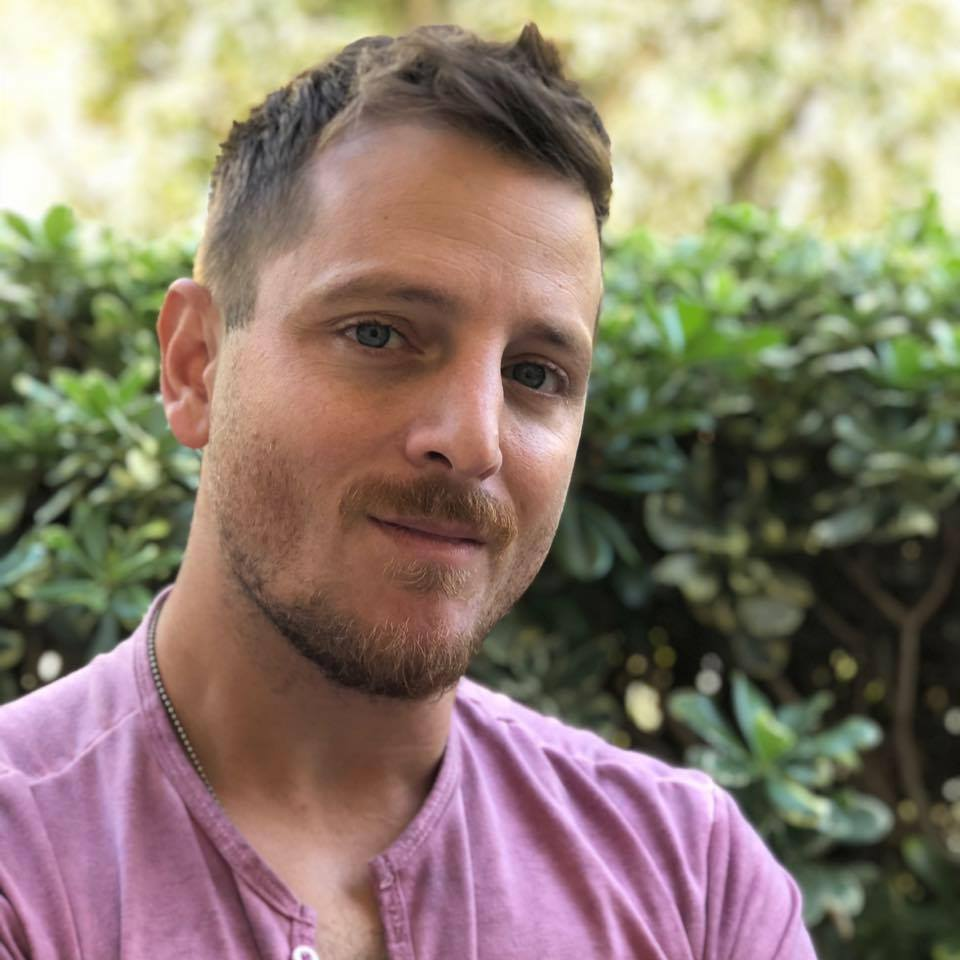
Elias Toufexis, acteur de doublage pour Léonidas et Nikolaos.

L'histoire principale du jeu suit l'aîné d'une fratrie connue sous le nom de Porteur d'Aigle, un mercenaire légendaire qui peut se battre soit pour Athènes et la Ligue de Délos, soit pour la Ligue du Péloponnèse dirigée par Sparte. Ce personnage qu'incarne le joueur est l'un des descendants de Léonidas (Elias Toufexis), Kassandra (Melissanthi Mahut) ou Alexios (Michael Antonakos),. Il est à noter que le choix du personnage n’influence en rien le scénario du jeu, Kassandra constituant le choix canonique du jeu.
Enfant, le Porteur d'Aigle est exilé de la société spartiate après avoir tenté d'empêcher l'aîné des spartiates de jeter son jeune frère du haut du mont Taygète, sous l'impulsion de la Pythie, qui avait déterminé que l'enfant, si on le laissait vivre, serait responsable de la gloire ou de la chute potentielle de Sparte. Pour la punir d'avoir envoyé par inadvertance l'aîné des spartiates à la mort, Kassandra est jetée du haut de la montagne par son père Nikolaos (Elias Toufexis), qui y est contraint par les dirigeants spartiates. Elle survit à la chute et se retrouve sous la garde d'un escroc nommé Markos (Damon Papadopoulos), basé à Kephallonia, où elle effectue divers petits boulots sous sa direction. Parallèlement aux tentatives du Porteur d'Aigle de réunir sa famille éclatée, des quêtes parallèles traitent de la destruction du Culte de Kosmos (une organisation secrète couvrant le monde grec) et de la découverte d'artefacts et de monstres datant de l'époque atlante.

### Liste des lieux et monuments notables détaillés dans le jeu
Le jeu comprend des lieux historiques et mythiques grecs tels que,, :
- Acropole d'Athènes ;
- Agora d'Athènes ;
- Céphalonie ;
- Cnossos ;
- Corfou ;
- Delphes ;
- Ithaque ;
- Lac Rouge ;
- Lesbos ;
- Macédoine ;
- Mont Ainos ;
- Mycènes ;
- Odéon ;
- Olympie ;
- Parthénon ;
- Pnyx ;
- Sparte ;
- Statue de Zeus à Olympie ;
- Taygète ;
- Temple d'Athéna Nikè.

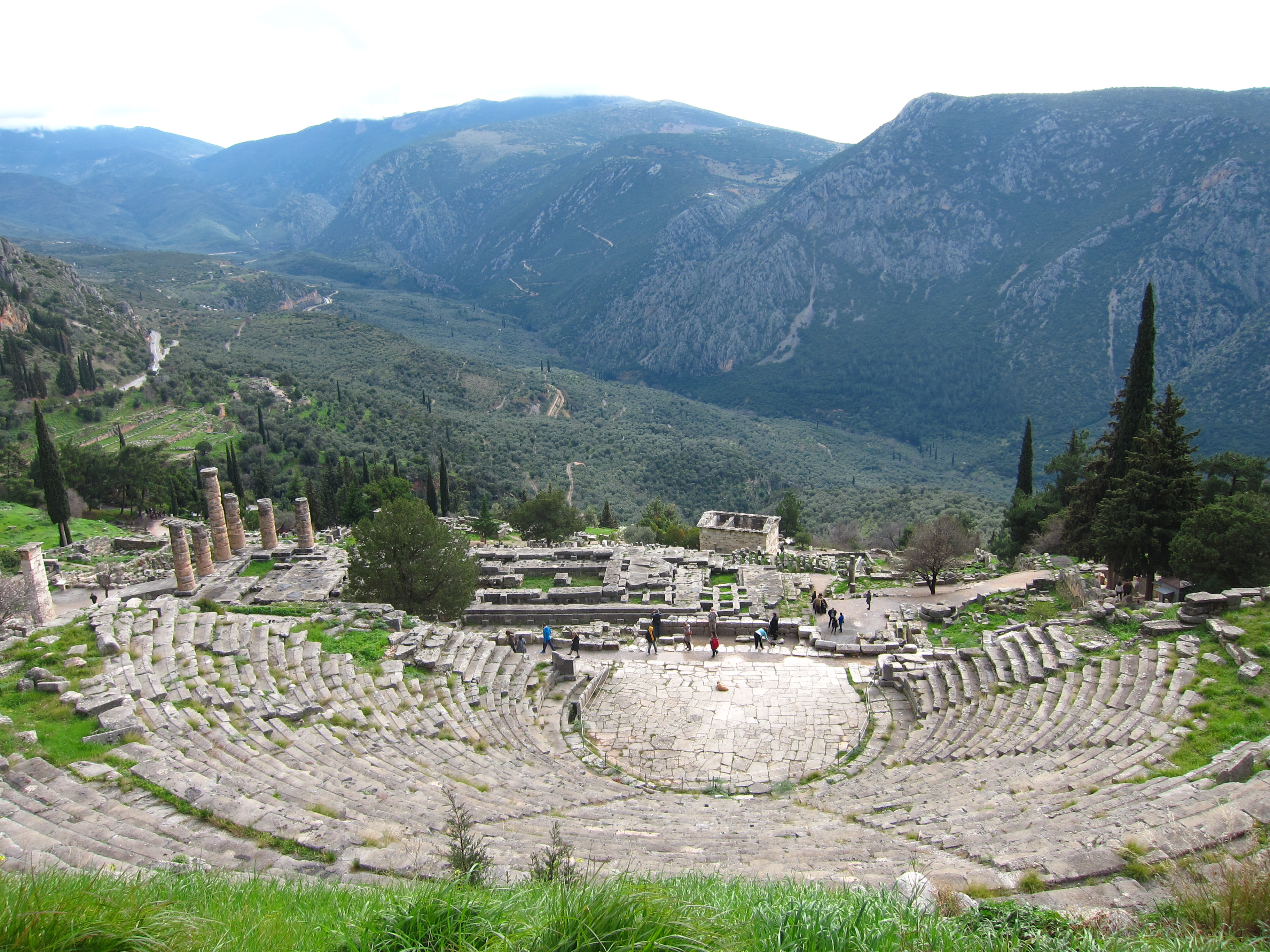
Théâtre de Delphes.
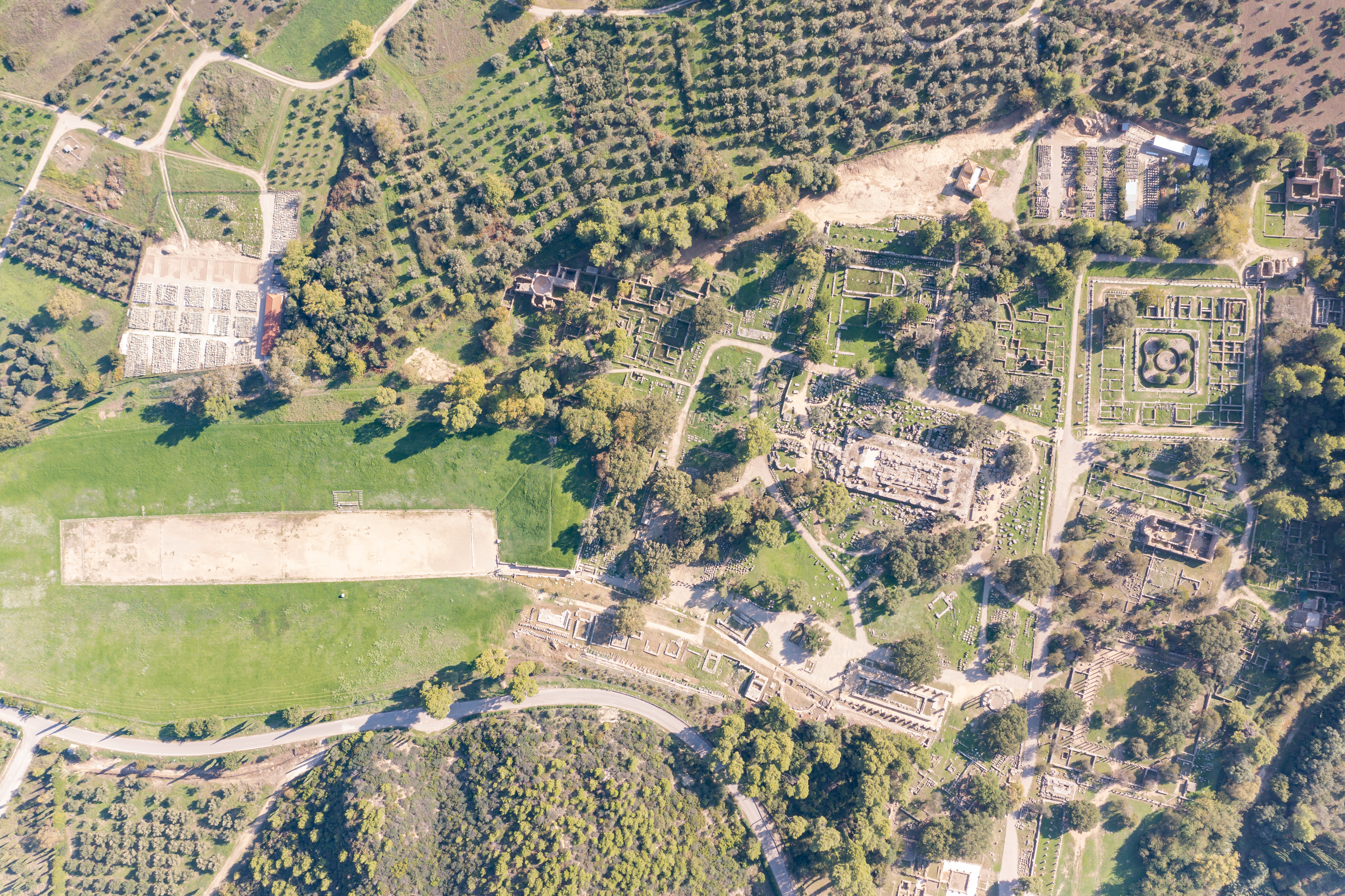
Olympie.
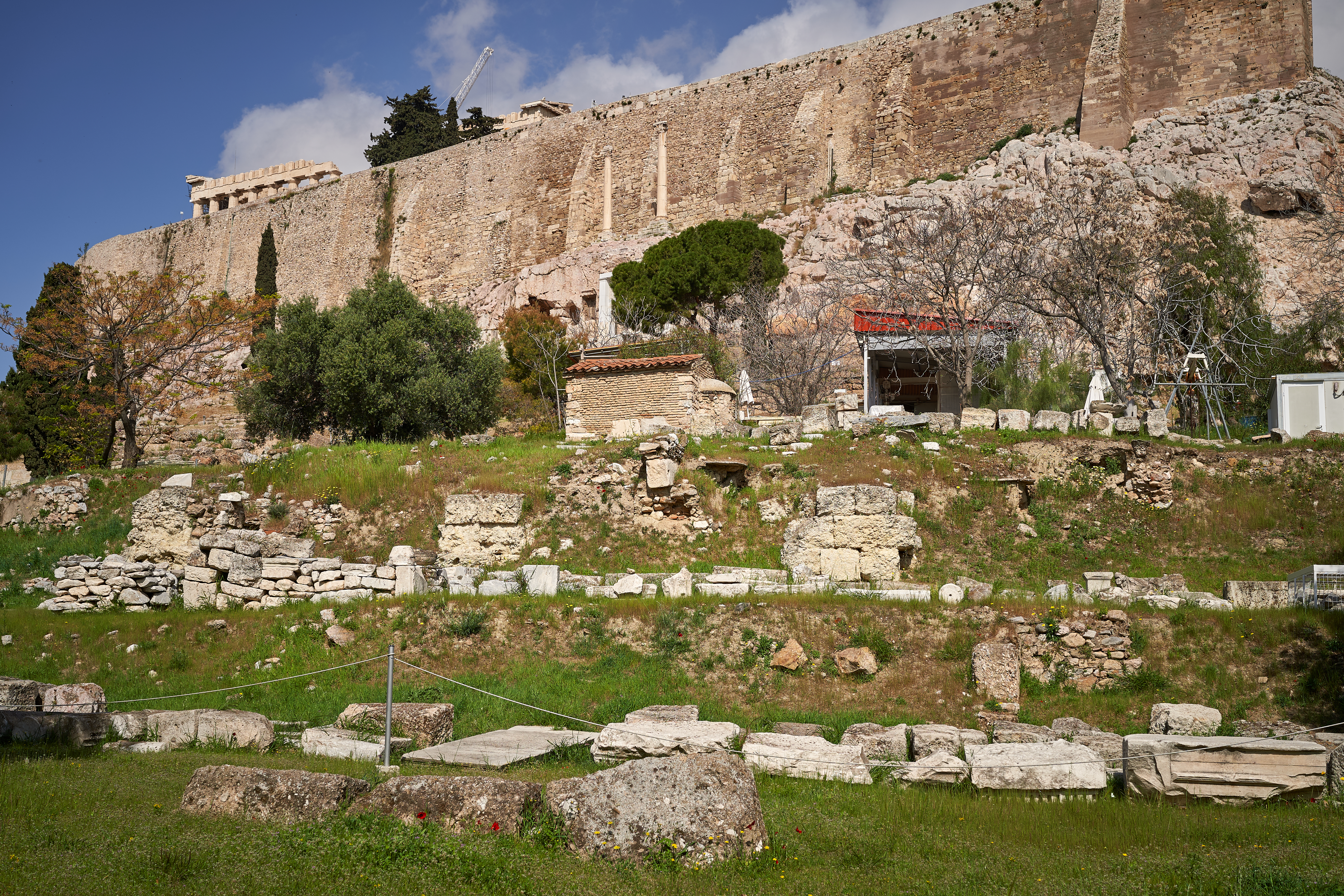
Odéon de Périclès.
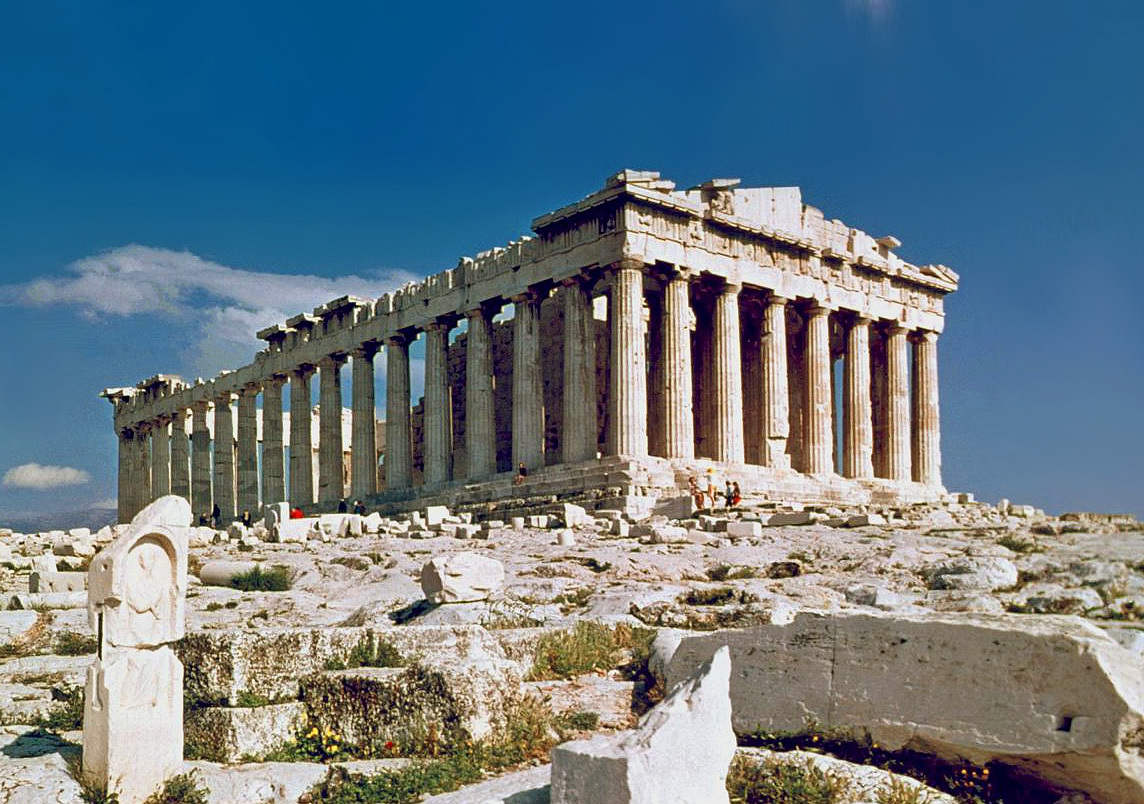
Parthénon.
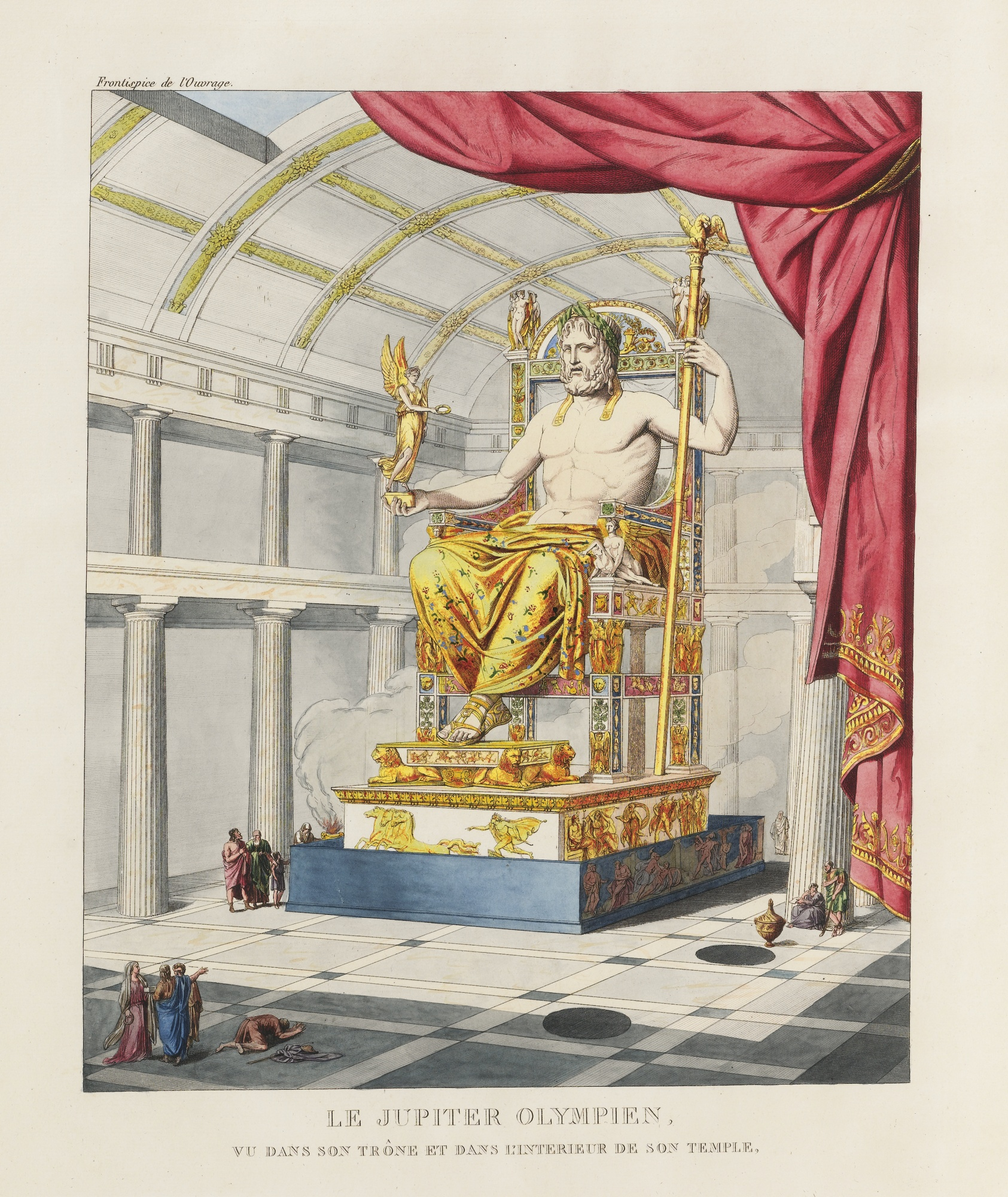
Statue de Zeus à Olympie.
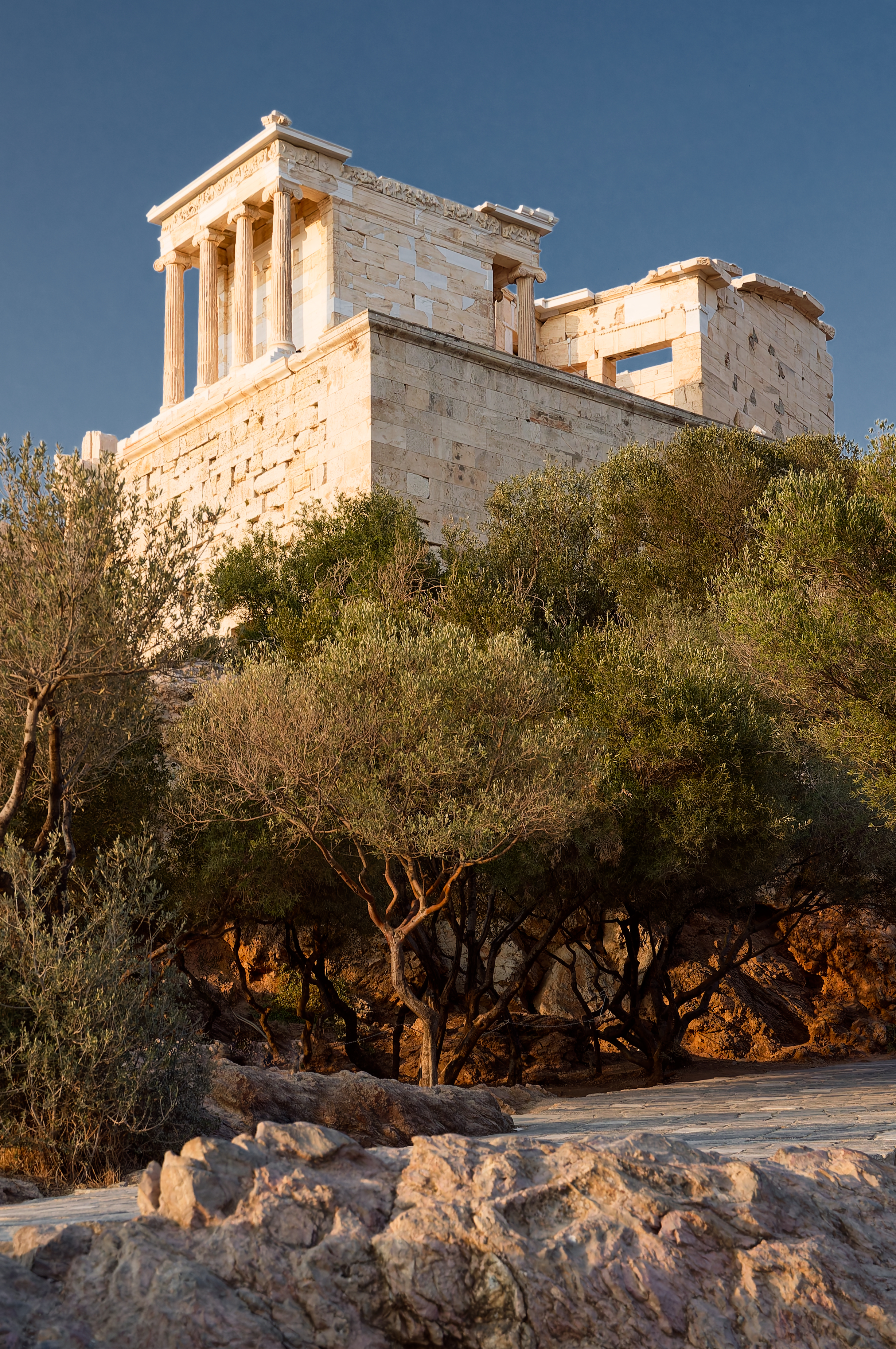
Temple d'Athéna.

### Liste des personnages historiques visibles dans le jeu
Assassin's Creed Odyssey présente un certain nombre de personnages historiques que les joueurs peuvent rencontrer et avec lesquels ils peuvent interagir. Parmi ceux-ci, on retrouve, :
- Alcibiade ;
- Archidamos II ;
- Aristophane ;
- Aspasie ;
- Brasidas ;
- Cléon ;
- Démocrite ;
- Démosthène ;
- Euripide ;
- Hérodote ;
- Hippocrate ;
- Léonidas Ier ;
- Pausanias ;
- Périclès ;
- Phidias ;
- Platon ;
- Polyclète ;
- Pythagore ;
- Socrate ;
- Sophocle ;
- Xanthippe.

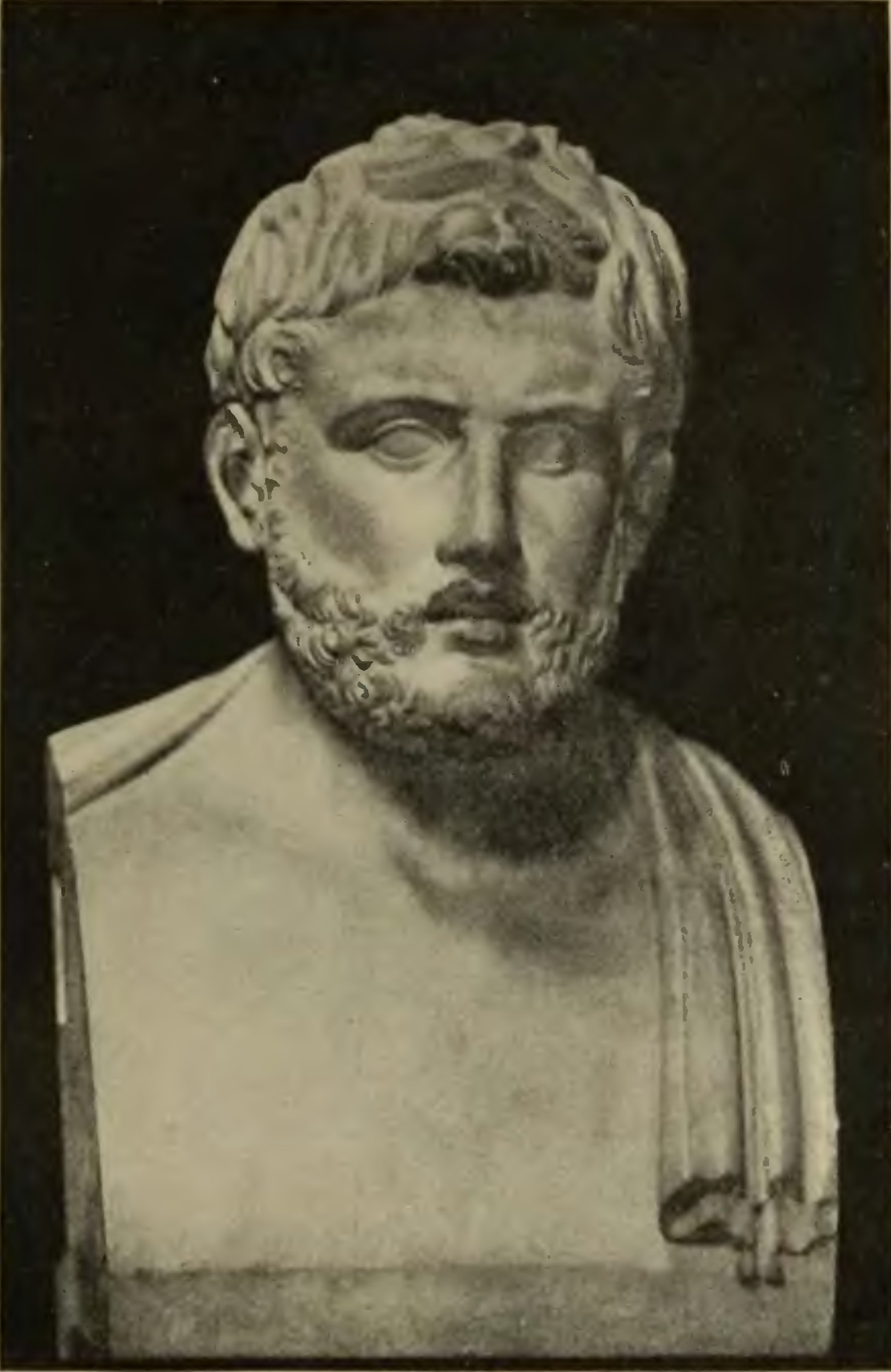
Alcibiade.
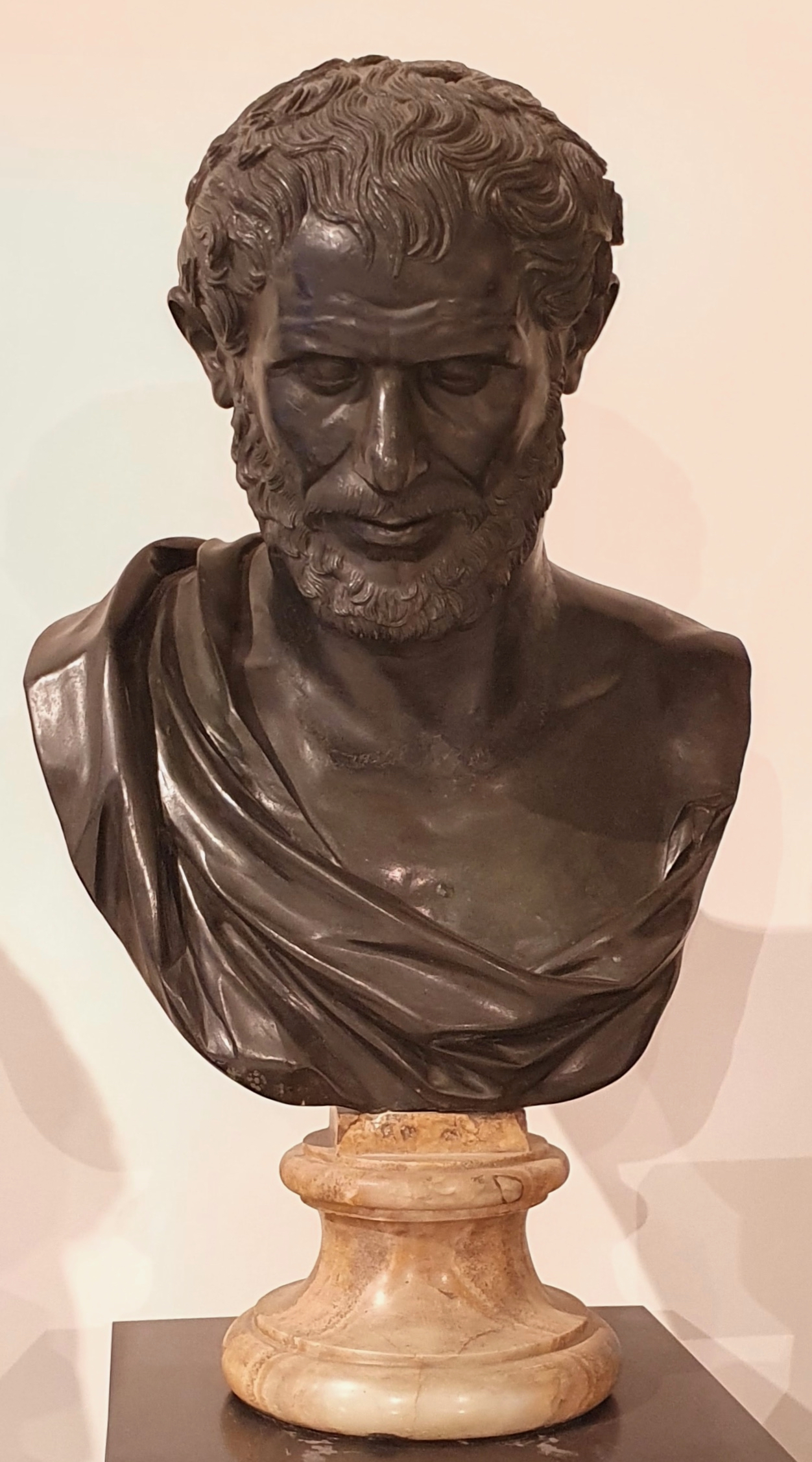
Démocrite.
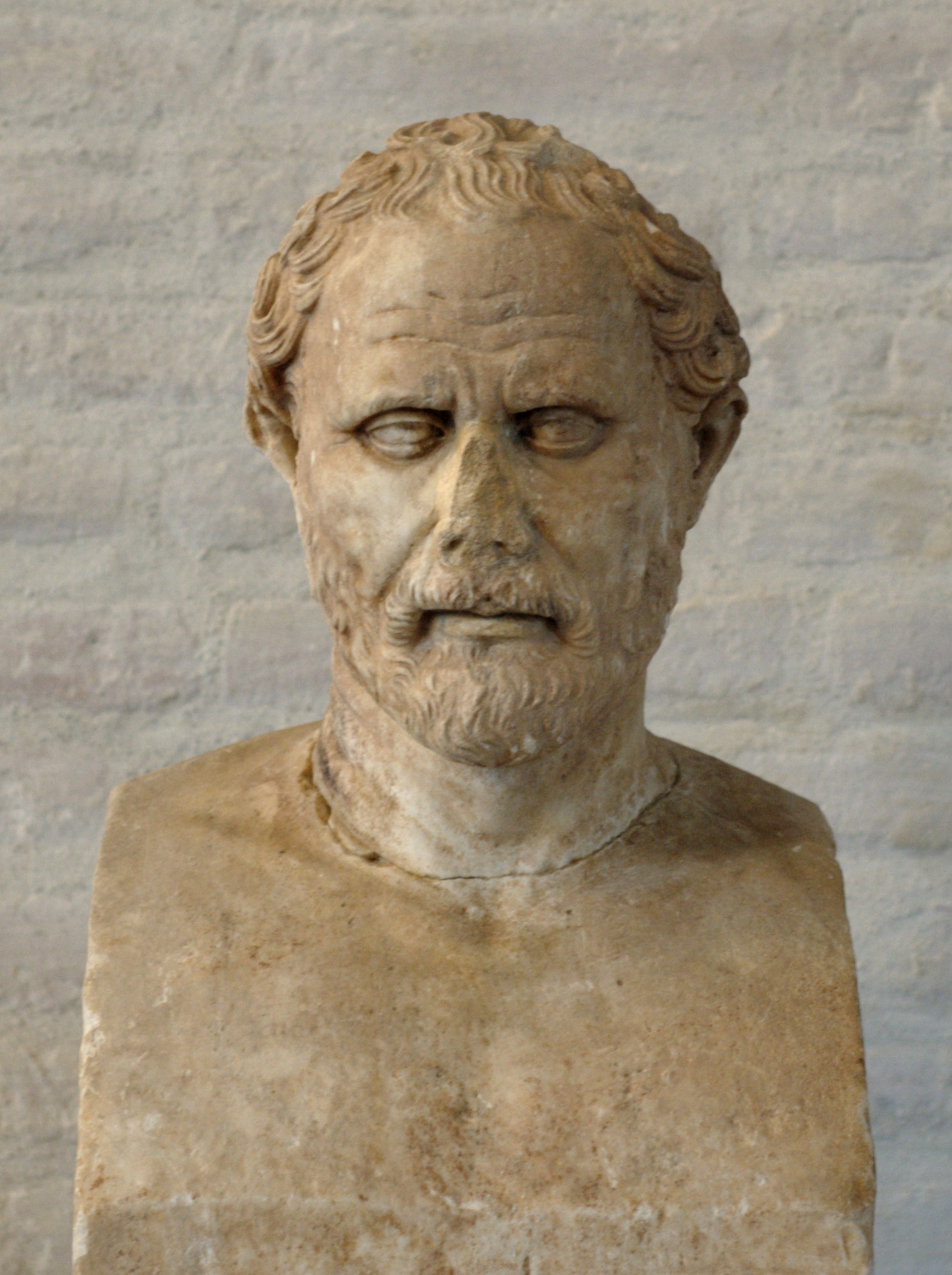
Démosthène.
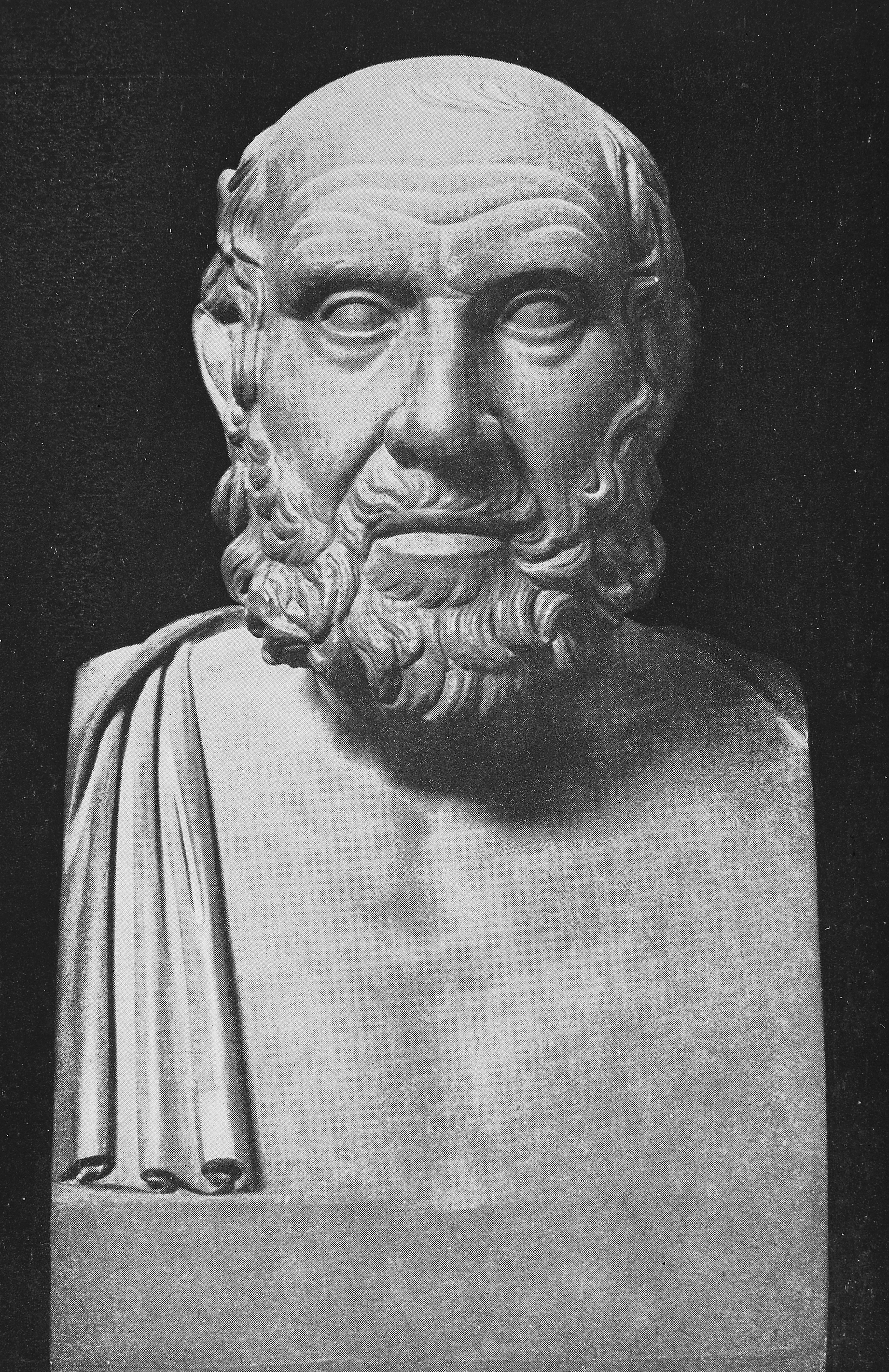
Hippocrate.
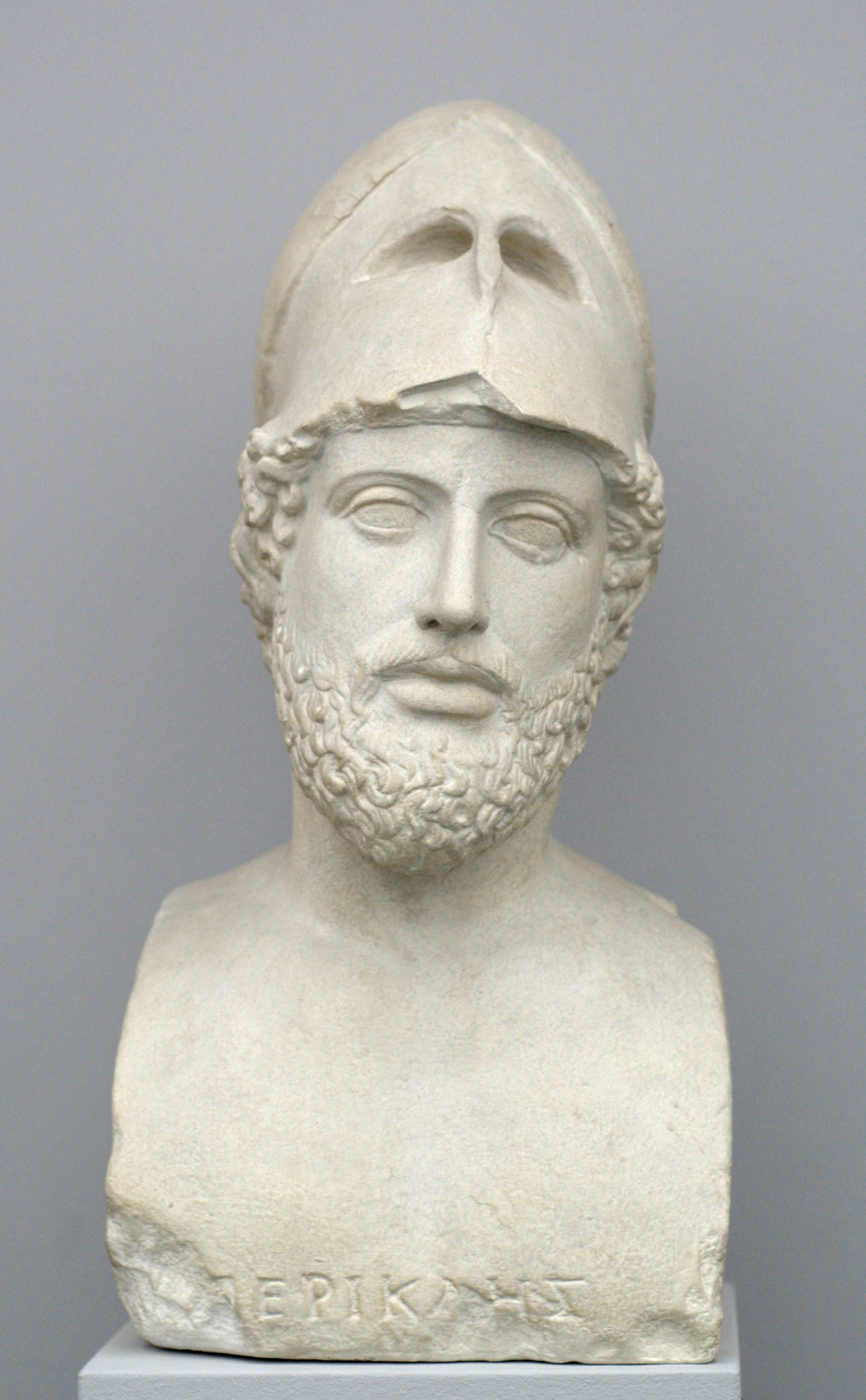
Périclès.
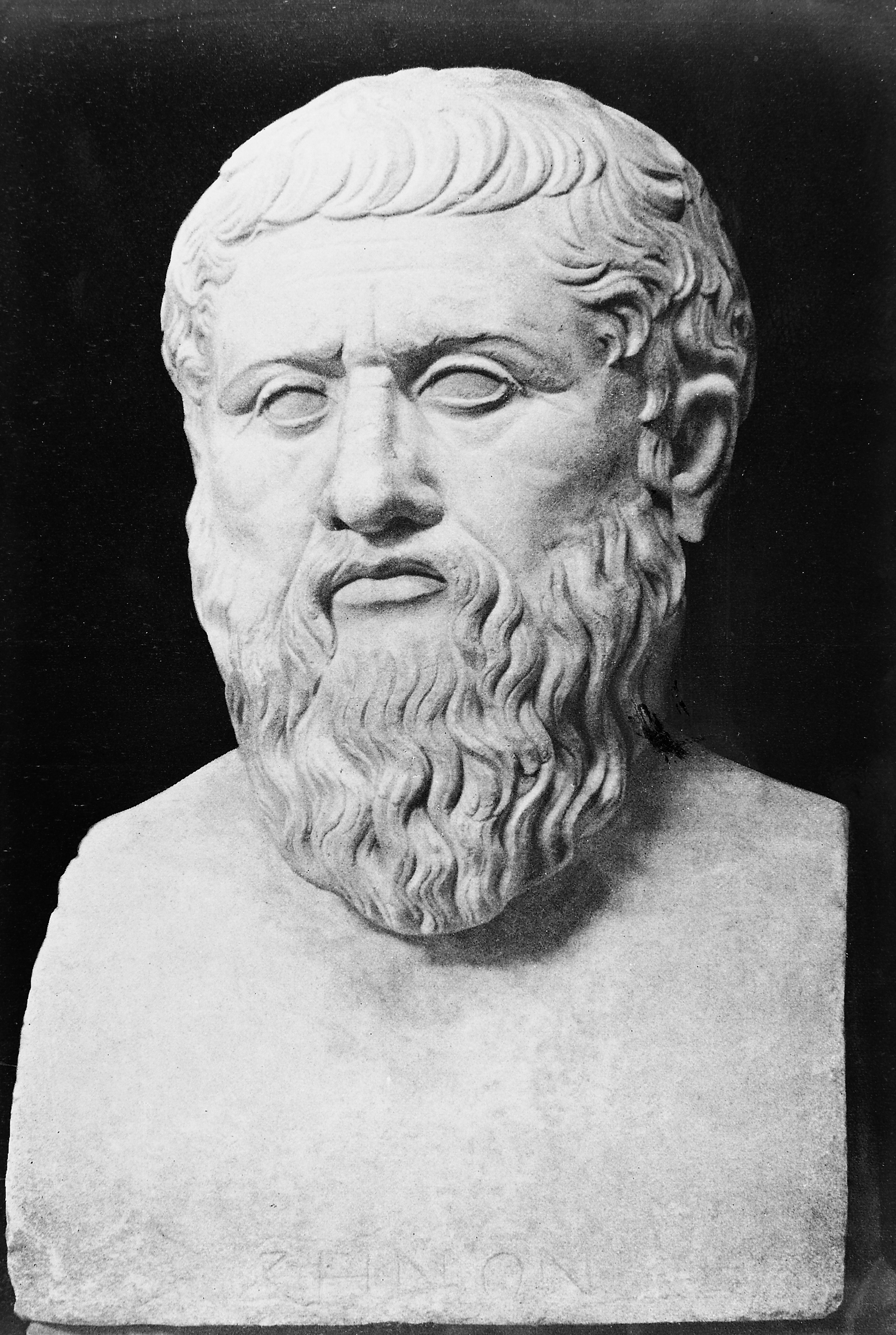
Platon.
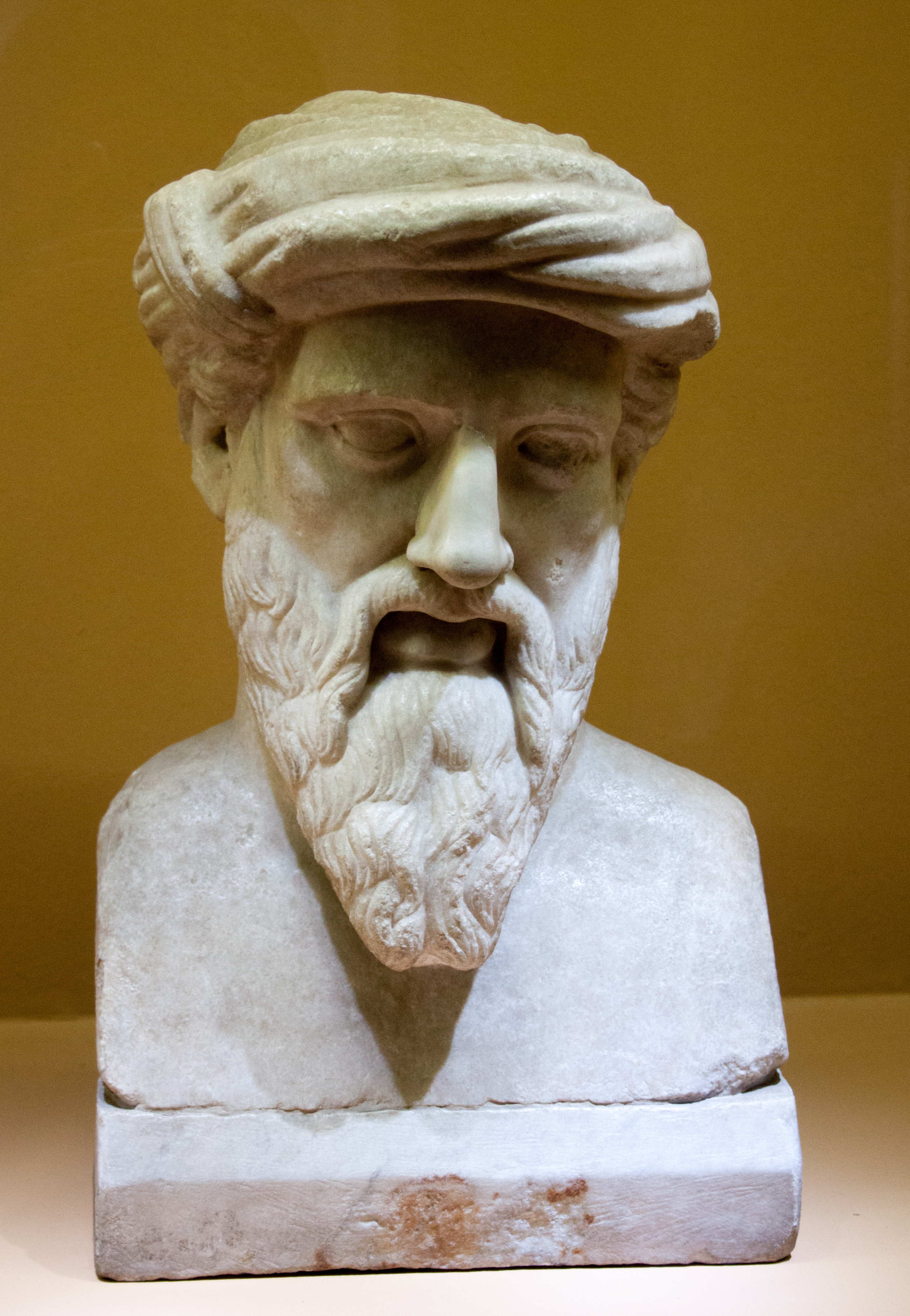
Pythagore.
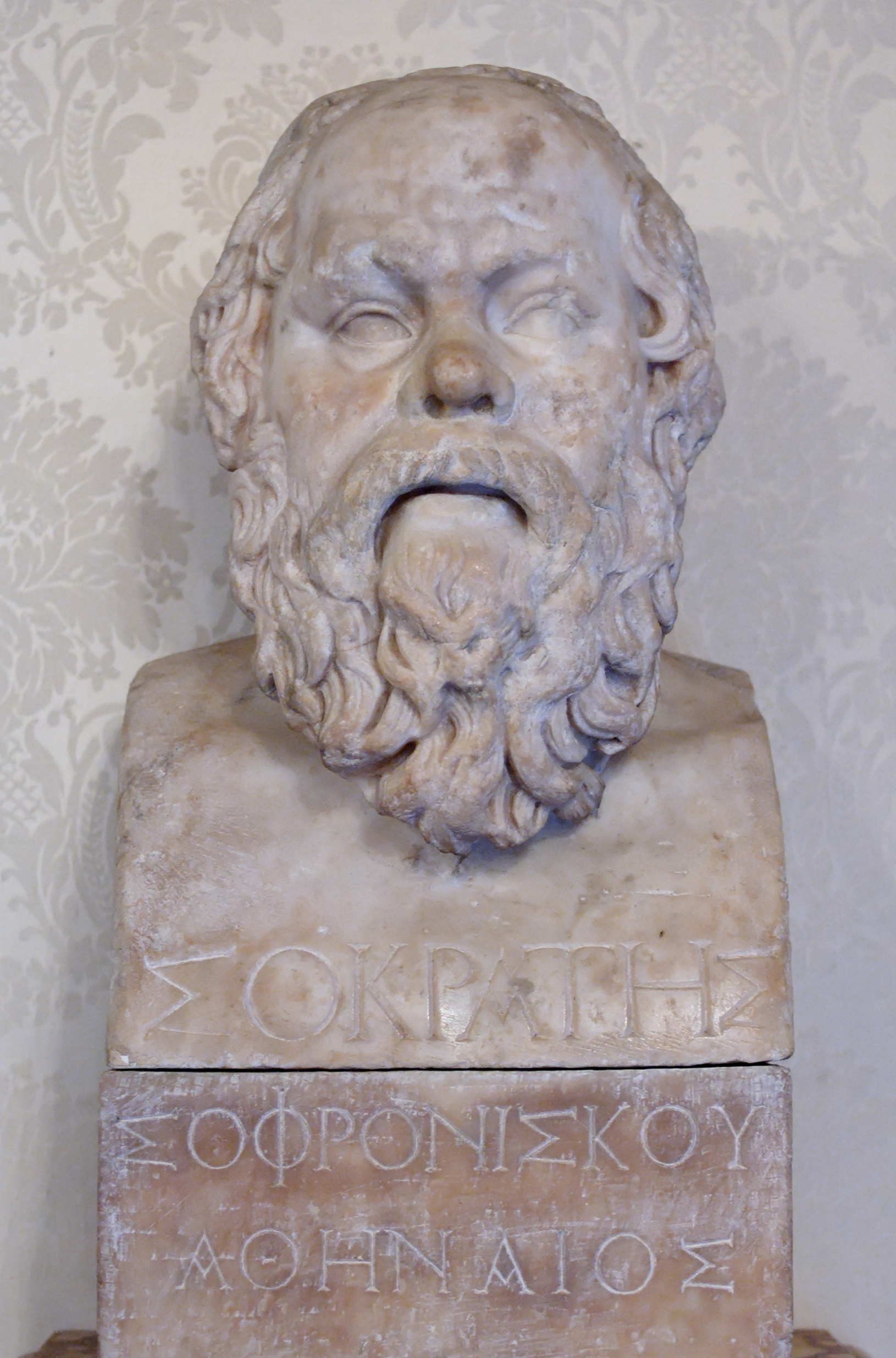
Socrate.

En plus des personnages historiques, le jeu met en scène plusieurs créatures de la mythologie grecque, comme Méduse, le Cyclope, le Sphinx et le Minotaure, représentés ici comme des expériences des Isu, la même race qui a créé l'humanité et la plupart des artefacts que l'on rencontre dans la série.

### Scénario

#### Intrigue principale

Carte du monde ouvert dans lequel évolue le joueur, avec la situation territoriale de l'époque.

L'histoire de Odyssey commence en 480 av. J.-C., lorsque le roi Léonidas mène l'armée spartiate contre une charge perse lors de la bataille des Thermopyles. L'escarmouche est gagnée, mais Léonidas est informé par un ennemi capturé que l'armée perse a appris l'existence du chemin à travers la montagne et qu'elle encerclera les Spartiates au matin. Léonidas réussit néanmoins à repousser l'avancée des Perses.
En 2018, Layla Hassan retrouve la Lance de Léonidas et en extrait deux ADN, ceux d'Alexios et de Kassandra. Après avoir extrait la mémoire d'un des deux, elle commence à l'explorer dans l'Animus pour retrouver le Bâton d'Hermès, un des Fragments d'Eden,.
L'individu dont l'ADN est exploré est une mercenaire (Misthios) née et élevée à Sparte par ses parents Nikolaos et Myrrine. Elle a hérité de la Lance de Léonidas, dont elle est une des descendantes. Mais, un jour, une prophétie de l'Oracle de Sparte force Nikolaos à sacrifier son plus jeune enfant. En voulant le sauver, Kassandra pousse accidentellement le soldat qui tenait son frère au bord du vide. Afin de racheter cet acte, le roi force Nikolaos à pousser également la jeune fille du haut de la montagne. Celle-ci s’en sort et fuit Sparte pour trouver refuge à Kephallonia.
Alors que la guerre du Péloponnèse éclate, Kassandra est approchée par Elpenor, un homme intrigant qui l'engage pour tuer le Loup de Sparte, un général de l'armée spartiate qui n'est autre que Nikolaos. Après s'être lié d'amitié avec un capitaine de marine nommé Barnabas, le Porteur d'Aigle quitte Kephallonia et se voit confier le commandement de son navire, l'Adrestia. À Megaris, elle apprend que Nikolaos n'est pas son père biologique et qu'il a un autre fils adoptif, Stentor. En quête de réponses, Kassandra demande conseil à l'Oracle de Delphes, qui la chasse de son temple en reconnaissant la Lance et l'avertit de la menace du Culte de Kosmos qui veut sa mort. En apprenant qu'Elpenor est membre du Culte, Kassandra le tue et vole son masque pour s'introduire dans leur repaire afin d'assister à leur réunion. Réunis autour d'une stèle pyramidale de l'ancienne civilisation, les membres du Culte comptent profiter de la guerre pour prendre le pouvoir, menés par Alexios, qui a survécu à la chute mais est totalement soumis aux préceptes du Culte, connu sous le nom de Deimos. Kassandra jure la fin du Culte et part à travers toute la Grèce traquer les membres et obtenir quelques indices pour retrouver Myrrine.
Kassandra rencontre à Athènes le couple à la tête de la cité, Périclès et sa compagne Aspasie. Après avoir tué plusieurs membres du Culte, la Misthios ne peut empêcher l'assassinat de Périclès et voit Cléon lui succéder, alors qu'Athènes est ravagée par la peste. Kassandra retrouve également Myrrine, devenue pirate sur l'île de Naxos qui lui révèle que son véritable père est Pythagore, maintenu en vie par un artefact des Précurseurs, le Bâton d'Hermès. Myrrine et Pythagore expliquent qu'Alexios et Kassandra ont été conçus pour préserver la lignée de Léonidas, fortement liée aux Précurseurs et leurs artefacts, comme la Lance de Léonidas. Pythagore s'est terré dans un des sanctuaires des Précurseurs où il garde la porte vers l'Atlantide de ceux qui voudraient s'emparer du savoir contenu dans le lieu, comme le Culte, et charge la Misthios de récupérer des artefacts pour en fermer la porte. Kassandra traque les derniers membres du Culte, finit par démasquer Cléon comme l'un d'eux et le tue dans la bataille d'Amphipolis. Par la suite, le Porteur d'Aigle retourne avec Myrinne sur le Mont Taygète pour affronter Deimos. En fonction des décisions clés prises par le joueur à des moments prédéterminés de la narration du jeu, le porteur d'aigle pardonne ou tue Deimos. Ses actions ont une incidence directe sur le destin des membres de sa famille élargie et déterminent si la réunion familiale de l'épilogue de l'intrigue principale sera couronnée de succès.
La guerre terminée et le Culte détruit, Kassandra se rend dans le repaire du Culte sous le temple de Delphes pour y détruire la pyramide des Précurseurs qui donnait des visions de l'avenir à ceux qui la touchait. Aspasie la rejoint, révélant avoir été à la tête du Culte pendant un temps jusqu'à ce qu'elle voie les membres du Culte corrompus par leur soif de pouvoir. En réunissant les artefacts pour fermer la porte de l'Atlantide — ayant dû pour cela vaincre quatre créatures mythologiques : le Sphinx, le Minotaure, le Cyclope et Méduse —, Kassandra active un enregistrement d'Alètheia, disant à Layla que la technologie des Précurseurs doit être détruite pour libérer les humains. Devant cette révélation, Pythagore lègue le Bâton à la Misthios et meurt.
Sortant de l'Animus, Layla utilise toutes les informations de son exploration pour retrouver l'Atlantide et ouvrir la porte. Alors que les Assassins découvrent son contenu, Layla voit Kassandra la rejoindre, encore en vie grâce au Bâton. Celle-ci lui donne sa dernière leçon : le monde doit trouver un équilibre entre ordre et chaos, entre les Templiers et les Assassins, et si la balance penche trop d'un côté, le monde court à sa perte. Kassandra donne alors à son tour le Bâton à Layla car elle la voit comme celle qui trouvera le point d'équilibre, mourant à son tour.

#### L'Héritage de la Première Lame
Se déroulant pendant les événements de la campagne principale, cette extension se concentre sur le conflit entre le Porteur d'Aigle et l'Ordre des Anciens, l'organisation précurseur de l'Ordre des Templiers introduite dans Assassin's Creed Origins. Elle rencontre Darius, un rebelle perse traqué par l’Ordre, et son fils Natakas. Après avoir tué un membre de l’Ordre, Kassandra découvre que Darius était autrefois l’un des leurs, mais a trahi leur cause. Ensemble, ils combattent l’Ordre, qui cherche à éliminer Kassandra en raison de son héritage puissant. Kassandra aide Darius et Natakas à échapper à l’Ordre en Achaia, où elle sabote leurs plans et détruit leur flotte. Avec l'aide de Kleta, la mère de Amorges, le chef de l’Ordre, Kassandra parvient à libérer la région. Darius et Natakas décident de s'installer en Grèce, et Kassandra finit par avoir un fils avec Natakas, nommé Elpidios. Cependant, l’Ordre attaque leur village, tuant Natakas et enlevant Elpidios. Kassandra et Darius affrontent Amorges, le chef de l’Ordre, qui refuse de rendre l’enfant, arguant que l’Ordre est une idée immortelle. Après la mort d’Amorges, Kassandra confie Elpidios à Darius, qui part pour l’Égypte. Elpidios deviendra l’ancêtre d’Aya d’Alexandrie, future fondatrice des Assassins,.

#### Le Sort de l'Atlantide
L'extension Le Sort de l'Atlantide plonge le joueur dans une aventure mythologique à travers trois mondes distincts : l’Élysée, les Enfers et l’Atlantide, à travers trois épisodes, offrant une exploration approfondie de la Première Civilisation et de ses mystères. Ces simulations, orchestrées par Alètheia, une Isu bienveillante, servent à tester et renforcer le lien entre Layla et le bâton d’Hermès.
Dans le premier épisode, Les Champs Élysées, le joueur explore un paradis apparemment idyllique, mais en réalité contrôlé d’une main de fer par Perséphone. Le joueur doit aider Perséphone à maintenir l'équilibre dans son royaume, menacé par une rébellion. Mais Kassandra se rend compte que les tensions entre les dieux (Perséphone, Hermès, Hécate, Adonis) sont palpables, et que Perséphone n'est pas aussi magnanime qu'imaginé. Le joueur doit affronter des colosses de pierre, détruire des statues de Perséphone et libérer des soldats sous son emprise pour rendre aux Champs Élysées tout leur éclat,.

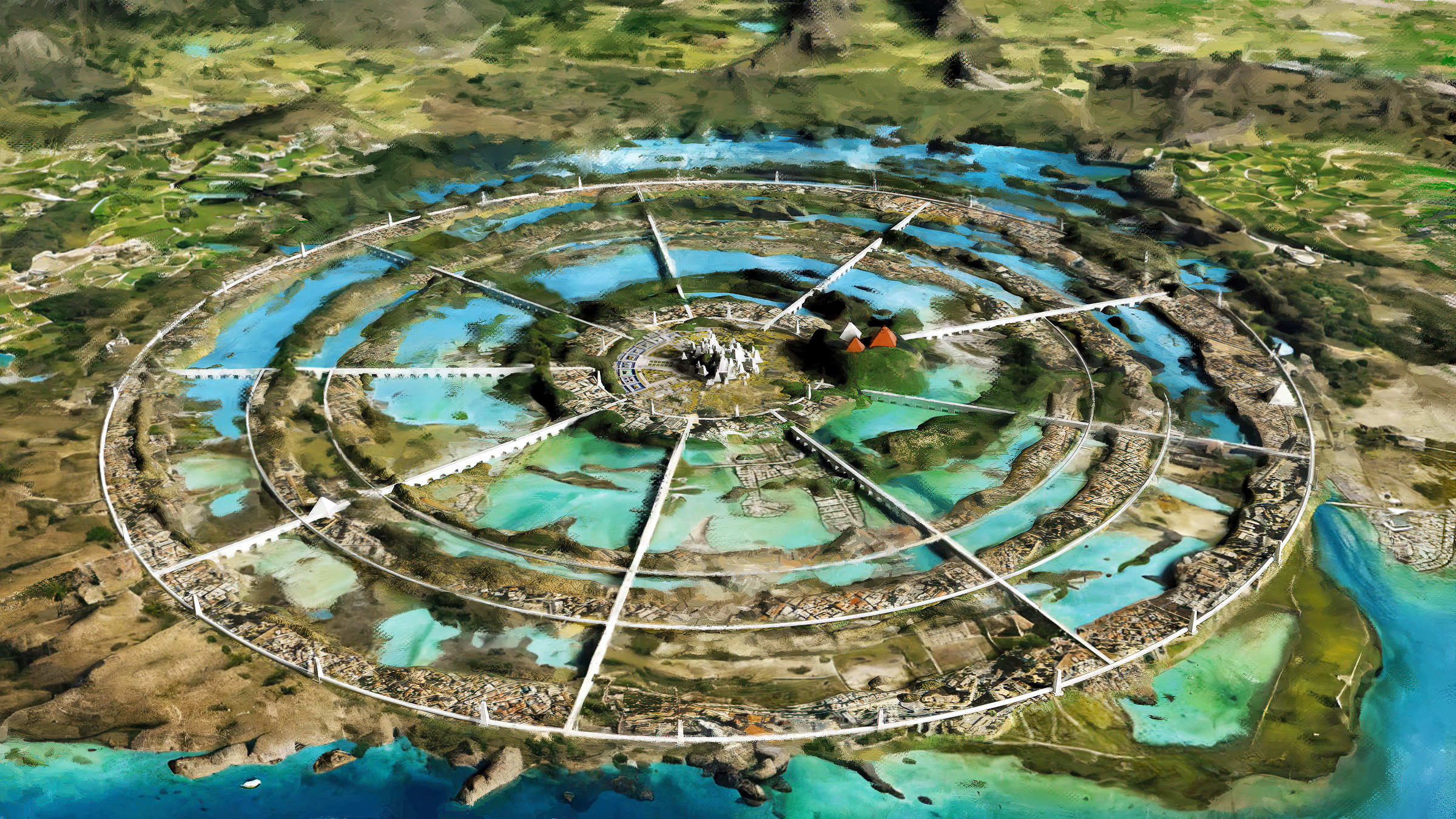
Représentation artistique de l'Atlantide similaire à celle implémentée dans le jeu.

Le deuxième épisode, Le Tourment d'Hadès, emmène le joueur dans le royaume des morts. Il doit notamment affronter Cerbère, le chien à trois têtes gardant l'entrée des Enfers, pour pouvoir progresser. L’objectif de Kassandra est de sceller des failles permettant aux âmes perdues de s’échapper, tout en affrontant des Déchus (équivalents des mercenaires) et en recrutant des héros légendaires comme Achille ou Héraclès,.
Enfin, le troisième épisode, Le Jugement de l'Atlantide, conduit le joueur à la cité de Poséidon, un monde sous-marin. Le joueur devient le bras droit de Poséidon et doit juger les actions des habitants de l’Atlantide, en l'explorant et découvrant les secrets de la Première Civilisation. En explorant la cité, il collecte des connaissances Isu pour débloquer des archives et acquérir des compétences améliorées grâce au bâton d’Hermès. Le joueur doit également affronter les polémarques pour récupérer des pièces d’armure et forger une arme ultime avec l’aide d’Héphaïstos. Ce chapitre se conclue par la submersion et la disparition de l'Atlantide,.

#### Ceux qui sont précieux
En 421 avant J.-C., Kassandra, épuisée par ses aventures et occupée par ses nouvelles responsabilités de Gardienne, décide de prendre des vacances sur l'île de Korfu. Au bout de six mois, elle est retrouvée par Barnabas et Hérodote, qui s'inquiètent de sa sédentarisation et l'invitent à participer à une chasse au trésor. Au cours de leur recherche, Kassandra tombe sur un groupe de pirates à la recherche d'un artefact, et trouve la clé du coffre dans lequel se trouve l'artefact. Après avoir été contrainte de remettre la clé aux pirates qui ont capturé Hérodote, elle affronte et tue le capitaine des pirates qui a trouvé l'artefact : une Pomme d'Eden. Lorsqu'elle s'approche de la pomme, celle-ci interagit avec sa lance et l'affaiblit.
Aletheia informe alors Kassandra de l'existence d'autres artefacts Isu cachés à travers le monde et affirme, qu'en tant que Gardienne, il est de son devoir de les trouver et de les détruire. Cependant, elle refuse d'abandonner ses amis et sa vie en Grèce et part à la recherche de Barnabas, qui a été corrompu par la Pomme. Après avoir combattu Barnabas et l'avoir séparé de l'artefact, elle décide de l'informer de son immortalité, qu'il accepte de garder secrète. Désormais conscient des dangers des artefacts Isu, Kassandra accepte la mission d'Aletheia et quitte la Grèce pour entamer son nouveau voyage aux côtés de Barnabas, après avoir fait don de sa lance à Hérodote. Des siècles plus tard, elle se rend en Égypte et dépose un parchemin offert par Hérodote dans la bibliothèque d'Alexandrie.

## Système de jeu

### Généralités
Assassin's Creed Odyssey est un jeu vidéo d'action et de rôle qui se joue à la troisième personne. Au début du jeu, le joueur peut choisir d'incarner Alexios ou Kassandra,, mercenaires grecs et descendants du roi spartiate Léonidas Ier. Mais contrairement à Assassin's Creed Syndicate (également développé par Ubisoft Québec) où on pouvait passer d'un personnage à l'autre, il n'est plus possible de changer. Aussi, le jeu présente de nouvelles fonctionnalités dans la franchise, notamment des choix de dialogues qui peuvent avoir un impact sur la suite de la quête du personnage, ainsi que des romances sans aucune restriction de sexe. À des moments clés de la campagne du jeu, les joueurs prennent des décisions cruciales qui peuvent affecter le cours de l'histoire et mener à plusieurs fins différentes.

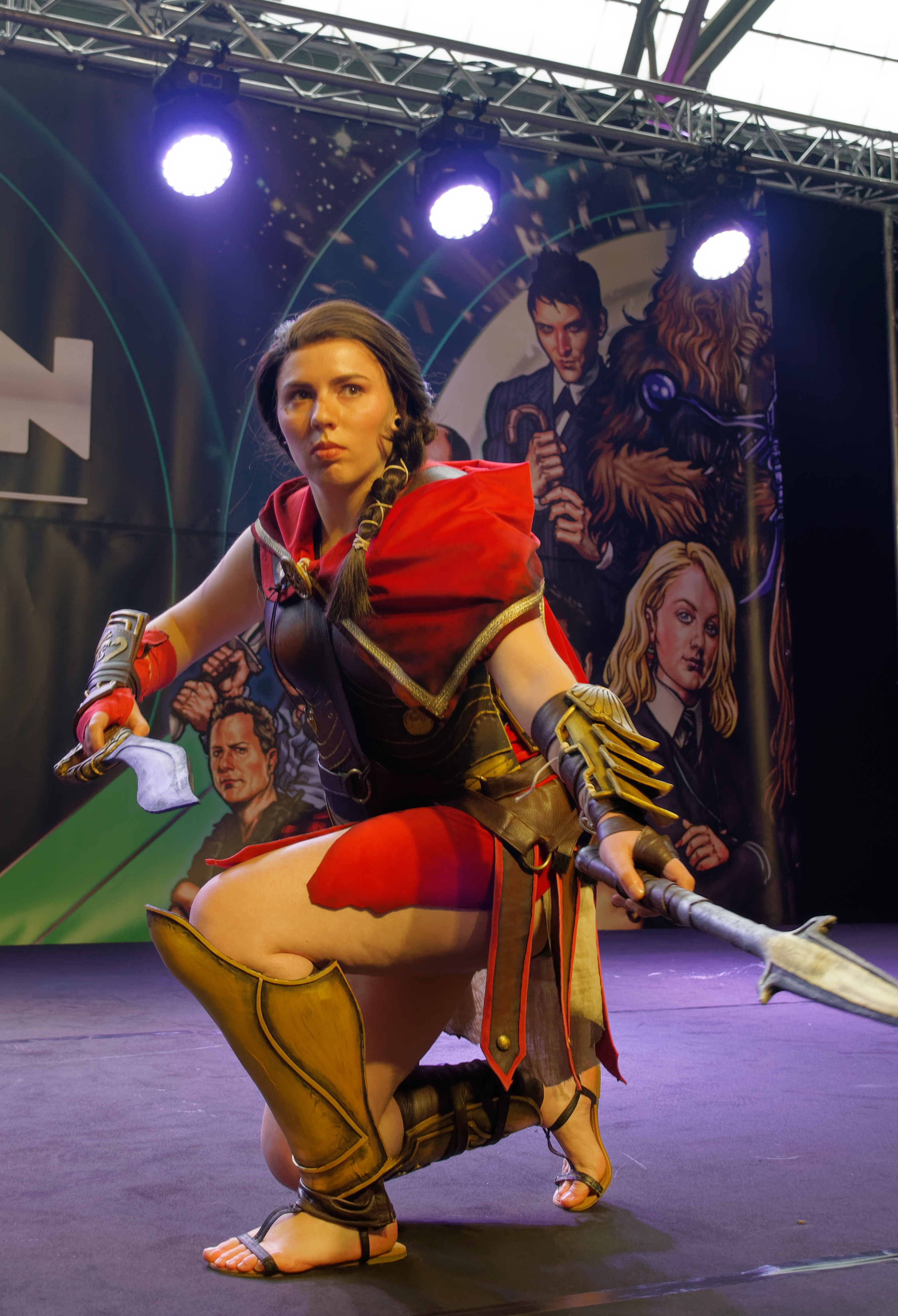
Cosplay de Kassandra, personnage principal et canon du jeu.

En plus de terminer la campagne narrative, les joueurs peuvent explorer librement un vaste monde ouvert situé en Grèce, à pied ou à cheval. En explorant le monde, le joueur rencontre divers personnages non jouables (PNJ) qui lui donnent des missions secondaires à accomplir. Il peut également découvrir des lieux d'intérêt, détruire des forteresses et des camps, explorer des tombes et des épaves, et collecter des trésors cachés,. Des points de synchronisation situés à divers endroits en Grèce, qui servent de points de déplacement rapide, peuvent aussi être débloqués. Les joueurs peuvent collecter des objets spéciaux et diverses ressources d'artisanat, telles que du minerai de fer, du bois, du cuir, du métal et des pierres précieuses, en explorant et en chassant des animaux sauvages. Parmi les autres activités annexes, les joueurs peuvent s'affronter dans une arène de gladiateurs et remplir des contrats et des primes limités dans le temps,. Contrairement aux jeux précédents de la série, Odyssey propose deux modes de jeu : le mode guidé qui indique immédiatement au joueur l'emplacement des objectifs à l'aide de points de repère, tandis que le mode exploration demande aux joueurs de trouver eux-mêmes les emplacements après avoir reçu de brefs indices de la part d'autres PNJ,.
Alors que la campagne principale suit le mercenaire dans ses efforts pour retrouver sa famille et arrêter le Culte de Kosmos, des quêtes supplémentaires demandent aux joueurs de vaincre des créatures mystiques de l'Atlantide. Le jeu se déroulant pendant la guerre du Péloponnèse, Athènes et Sparte contrôlent différentes régions de la Grèce. Une région peut être affaiblie si le joueur en assassine le chef, bat des membres de son armée, brûle ses fournitures de guerre ou pille ses coffres. Lorsqu'une région est affaiblie, les joueurs peuvent participer à une bataille de conquête pour aider l'attaquant ou le défenseur. En remportant une bataille, le joueur gagne du butin, de l'équipement et des points d'expérience. Rejoindre les attaquants est une mission plus difficile, mais qui offre des récompenses plus importantes. Si le joueur commet un crime tel que voler ou blesser un innocent en public, une prime est placée sur le personnage. Des mercenaires arrivent alors pour chasser le joueur, qui peut s'en sortir de plusieurs manières : tuer le mercenaire, payer la prime ou assassiner le personnage qui a placé la prime sur lui.

### Combat et compétences
Le joueur peut utiliser deux modes d'attaque en mêlée : les attaques légères sont rapides mais faibles, tandis que les attaques lourdes sont lentes mais puissantes. Il peut également esquiver les attaques ennemies ou les parer. Différents types d'armes de mêlée peuvent être utilisés, tels que des lances, des armes contondantes lourdes, des dagues, des épées, des arcs et des flèches, pour vaincre les ennemis. Le joueur peut choisir de s'équiper d'armures, de bottes, de casques et de gants. Le jeu propose un système d'armes et d'équipement dans lequel chaque arme et chaque pièce d'armure que le joueur porte possède des statistiques et des effets différents qui lui confèrent une série d'avantages. Ces armes et armures peuvent être équipées et améliorées individuellement, des gravures permettant par exemple d'ajouter des avantages supplémentaires à leurs statistiques. La force et la puissance de ces armes dépendent de leur niveau et de leur rareté. Plus l'arme est rare, plus elle est puissante, et le coût de son amélioration est proportionnel à son niveau. Lors de son périple, le joueur réquisitionne un navire de guerre nommé Adrestia pour explorer la mer Égée. Les joueurs peuvent lancer des flèches et des javelots contre les navires hostiles, fendre directement les navires adverses et ordonner à l'équipage de s'arc-bouter lorsqu'il est attaqué. Lorsque la santé d'un navire ennemi est presque épuisée, le joueur peut lancer un abordage. Un abordage réussi permet au joueur d'obtenir des ressources supplémentaires et de restaurer la santé de l'Adrestia. Le navire est évolutif et permet d'améliorer la résistance de la coque, d'augmenter l'endurance des rameurs et de personnaliser son équipage. Pendant que le joueur explore la mer, il peut rencontrer des vaisseaux Alpha, qui sont essentiellement des boss que le joueur peut vaincre, mais aussi des mercenaires, si la prime du joueur est suffisamment élevée.
La furtivité et le combat ouvert sont des choix tout aussi viables pour remplir les différents objectifs. Le joueur peut utiliser la Lance de Léonidas pour assassiner silencieusement des ennemis ou les assommer afin de les recruter dans l'équipage. Les corps des ennemis neutralisés peuvent être cachés pour éviter d'alerter les autres ennemis. Le joueur peut également appeler Ikaros, un compagnon aigle royal, pour qu'il repère des zones d'intérêt, en mettant en évidence les ennemis et les objets. Le joueur a la possibilité d'attirer l'attention des ennemis en sifflant. Comme dans les autres jeux de la franchise, le personnage principal est un expert du parkour et peut escalader presque toutes les structures. En accomplissant des quêtes, le joueur gagne des points d'expérience supplémentaires, qui lui permettent de débloquer de nouvelles compétences et capacités. Les trois arbres de compétences sont « Chasseur », qui se concentre sur les attaques à distance à l'aide de l'arc, « Guerrier », qui se concentre sur les combats au corps à corps, et « Assassin », qui se concentre sur la furtivité et les attaques silencieuses. Parmi les compétences que le joueur peut débloquer, il y a notamment le « Spartan Kick », qui permet de faire reculer un ennemi, et le « Rush Assassination », qui permet au mercenaire de lancer la lance de Léonidas à distance contre ses ennemis. Certaines compétences ont un temps de recharge et d'autres ne peuvent être utilisées que lorsque la barre d'adrénaline du joueur est pleine. Pour ce faire, le joueur peut infliger des dégâts ou esquiver et parer les attaques.

## Développement
Assassin's Creed Odyssey est développé par Ubisoft Québec. Le développement du jeu commence peu après la sortie d'Assassin's Creed Syndicate en 2015. Ce jeu marque la fin de la transformation de la série Assassin's Creed, passant d'un jeu d'action-aventure furtif à un jeu de rôle d'action, une transition amorcée avec Assassin's Creed Origins, jeu développé par Ubisoft Montréal, un studio de longue date de la série,. Origins a marqué le passage de la série à un monde ouvert plus vaste, avec un accent accru sur la progression du joueur, tandis qu'Odyssey approfondit cette transition en introduisant des éléments de jeu de rôle et des choix narratifs. Origins est sorti un an avant Odyssey, ce qui a permis à l'équipe de Québec d'intégrer des modifications fondées sur les retours des joueurs. Comme pour d'autres jeux Ubisoft, de nombreux autres studios à travers le monde participent au développement du jeu. Il est co-développé par les studios d'Ubisoft à Montréal, Bucarest, Montpellier, Singapour, Shanghai, Chengdu, Kyiv et Pune.

Dérivé de l'octaèdre de Sierpinski, créé numériquement. On peut y voir une similitude, avec la forge de l'Île d'Andros, le logo de la série ou avec la porte de l'Atlantide, présents dans le jeu.

La reconstitution de la Grèce antique pose des défis techniques majeurs, notamment en raison de son relief montagneux et de son étendue géographique. La carte du jeu, d'une taille de 16 km sur 16 km (256 km2), nécessite des ajustements pour compresser les montagnes et les vallées tout en conservant une apparence réaliste. L'équipe utilise des astuces visuelles, comme l'absence d'arbres au sommet des montagnes et l'ajout de brouillard, pour donner une impression de grandeur et de profondeur. De nouvelles techniques de production, telles que la génération procédurale de la végétation et l'utilisation de l'outil World Machine pour créer le terrain, sont employées pour la première fois, marquant une évolution par rapport aux précédents jeux de la série, centrés sur des environnements urbains.

### Direction artistique et véracité historique

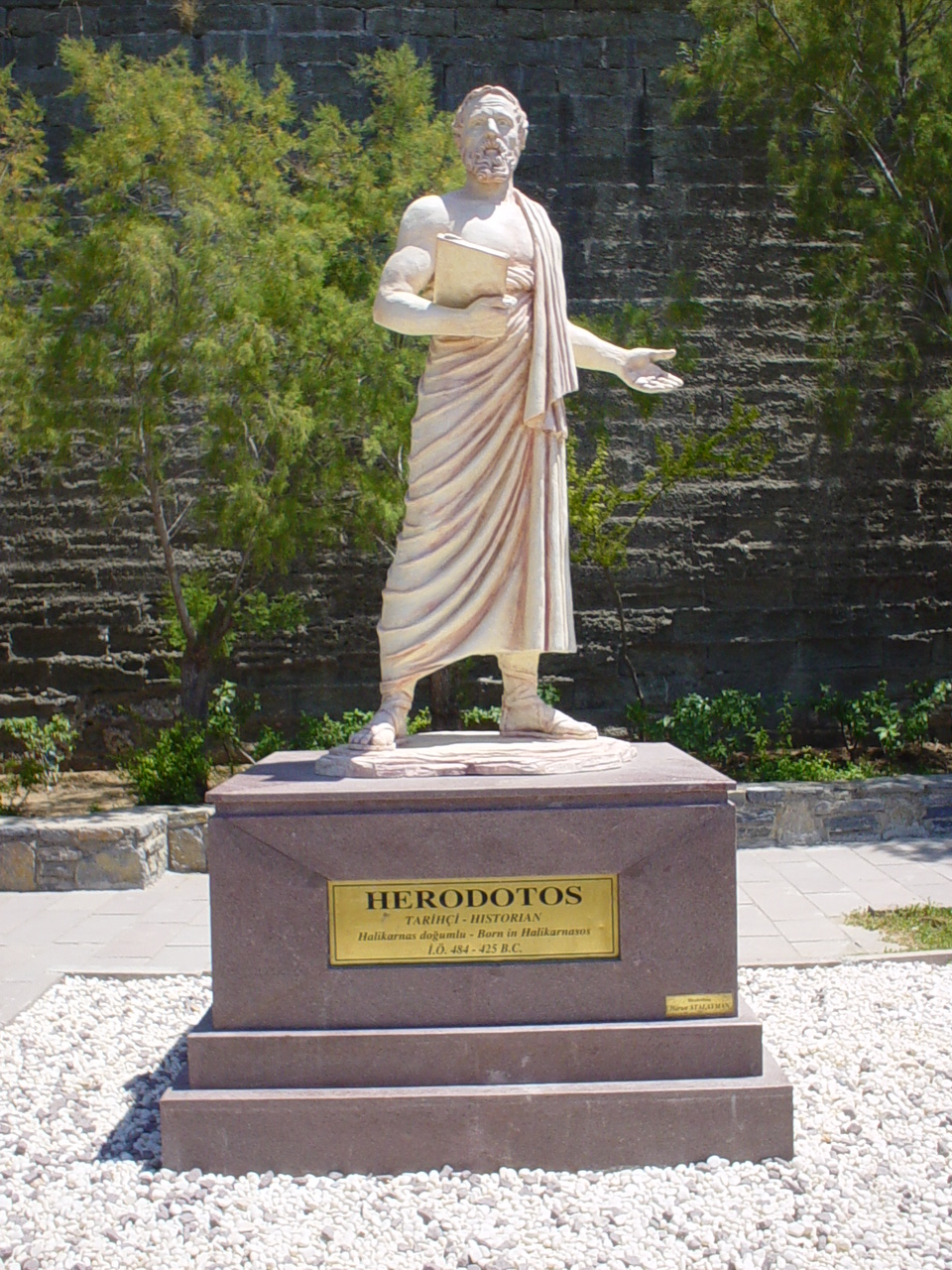
Les œuvres de l'historien grec antique Hérodote ont servi d'inspiration importante pour l'équipe. Hérodote figure également dans le jeu en tant que personnage non-jouable.

À l’instar des autres jeux de la série, Odyssey s’inspire encore une fois de l’histoire. La Grèce antique est l’une des régions les plus demandées par les fans, et l’époque de la guerre du Péloponnèse est choisie comme cadre, car elle permet à l’équipe d’introduire des figures historiques célèbres comme Socrate, Léonidas et Hippocrate. Les travaux d’Hérodote, considéré comme le premier historien du monde occidental, servent d’inspiration et de base importantes pour l’équipe lors de la création de l’univers et de l’histoire du jeu. Pour garantir une authenticité historique, l’équipe de développement examine d’abord les représentations populaires de la Grèce antique, notamment dans les films, les peintures et les jeux vidéo, puis entreprend un voyage d’étude de dix jours sur des sites grecs, dont Sparte, Delphes, Olympie et Athènes. Trois groupes d’exploration, accompagnés d’historiens, prennent plus de 13 000 photos et vidéos pendant leur voyage pour leurs recherches, et l’équipe utilise ensuite Google Street View pour étudier les ruines grecques. La licence ayant pour habitude de faire appel à des consultants en histoire, de sorte à rendre au mieux certains monuments, personnages importants, ou textes de l'époque, le studio collabore notamment avec l'historienne Stéphanie-Anne Ruatta, docteure en langues et littératures anciennes.
En conséquence, le style artistique du jeu s’écarte volontairement des représentations populaires de la Grèce antique, souvent marquées par des couleurs désaturées et monochromes, en donnant à chaque région du jeu une caractéristique visuelle riche et unique. En effet, les statues grecques n'ont jamais été blanches mais bien polychromes (il a été découvert, dès le XVIIIe siècle, des traces de couleurs sur le Parthénon, prouvant ainsi la polychromie),. Ce choix de représentation s'appuie aussi sur les travaux de plusieurs historiens comme Philippe Jockey ou Vinzenz Brinkmann. Ce dernier évoque notamment, dans l'article The polychromy of Ancient Greek Sculpture, le cas de la korè Phrasikleia, statue qui aurait porté des vêtements rouges avec des motifs de rosettes dorées et argentées. De la même manière, il est possible de trouver plusieurs reconstitutions d'œuvres de la civilisation grecque antique. Par exemple les nombreuses stèles inscrites rencontrées dans le jeu reprennent pour la plupart une véritable inscription issue du sanctuaire d'Asclépios à Epidaure. Cette courte inscription évoque l'histoire d'un enfant aveugle, Lyson, qui ayant passé la nuit dans le sanctuaire, aurait recouvert la vue.
Malgré tout, les équipes ne visent pas une fidélité historique totale, qui pourrait nuire au récit et à l'immersion du joueur. Par exemple, bien que les Spartiates de la réalité avaient des modes de vie minimalistes, l’équipe ajoute de nombreux monuments et décorations aux villes spartiates pour les rendre plus imposantes et plus guerrières, afin de correspondre aux attentes des joueurs,. Comme certains lieux du jeu étaient déjà détruits dans la réalité, les concepteurs créent eux-mêmes ces bâtiments et monuments. Étant donné que le jeu se déroule bien plus loin dans le passé que la plupart des autres jeux de la série, l’équipe dispose de beaucoup moins de matériel sur lequel s’appuyer et doit introduire davantage de personnages originaux. Les monstres rencontrés par Héraclès lors de ses aventures servent de base aux créatures présentes dans le jeu. Le Sphinx, le Cyclope, le Minotaure et Méduse sont choisis comme boss, car l’équipe estime qu’ils sont les monstres les plus connus de la mythologie grecque. Selon Ruatta, le statut de la Grèce en tant que berceau de la démocratie et de la philosophie est mis en contraste avec des monuments inspirés des dieux grecs et des figures mystiques. Ce contraste contribue à refléter le conflit entre le chaos et l’ordre, un thème central de la série Assassin’s Creed.

### Narration
Initialement, Origins devait couvrir l'ensemble du bassin méditerranéen, mais des contraintes techniques et temporelles ont obligé Ubisoft à diviser le projet en deux parties. Ubisoft Montréal s'est concentré sur l'Égypte antique, tandis qu'Ubisoft Québec a développé un jeu centré sur la Grèce, à peu près à la même époque. Cependant, l'équipe québécoise propose rapidement de remonter plus loin dans le passé, cherchant à explorer les fondements de la société occidentale, pour des raisons pratiques et créatives,. Marc-Alexis Côté, producteur du projet, explique qu'Origins devait se concentrer sur Cléopâtre et Jules César en Égypte, tandis que le jeu suivant aborderait Cléopâtre et Marc Antoine en Grèce. Cependant, l'équipe québécoise a préféré s'éloigner de cette idée pour éviter les dépendances narratives et techniques entre les deux projets. Cette décision a permis à l'équipe de lancer la production plus tôt et de créer un jeu de meilleure qualité, tout en explorant une période historique différente.
Assassin's Creed Odyssey se déroule à une époque antérieure à la fondation de la confrérie des Assassins. Malgré cette distance temporelle, l'équipe a trouvé des moyens de relier le jeu à l'univers d'Assassin's Creed en utilisant des thématiques clés de la série, telles que le conflit entre ordre et chaos, ainsi que l'importance de la famille,. Marc-Alexis Côté souligne que la famille est un fil conducteur central de la saga, présent dans des jeux comme Syndicate, Unity, la trilogie d'Ezio et la saga Kenway,. Selon Mel MacCoubrey, la directrice de création du monde ouvert, le jeu est une « tragédie grecque épique » qui propose une histoire personnalisée centrée sur « une famille déchirée »,. Elle décrit les deux personnages jouables comme étant compatissants, déterminés et passionnés. L'intrigue du jeu s’inspire du poème épique l’Odyssée d’Homère, et le système de dialogue introduit dans le jeu s’inspire des Dialogues de Platon. Les acteurs de doublage des deux personnages principaux sont choisis quasiment au même moment, il s'agit alors de Melissanthi Mahut et Michael Antonakos. Les deux acteurs se rencontrent à Québec et discutent des perspectives des deux personnages sur le monde grec et leurs liens familiaux. Pendant le processus d’audition, l’équipe recherche des acteurs grecs ou d’origine grecque. Elias Toufexis est choisi pour incarner à la fois Léonidas et Nikolaos,. Lors de son audition, on lui demande de lire un extrait du Parrain avec un accent grec plutôt qu’un script du jeu, afin d’éviter toute fuite prématurée du jeu.

Combat entre Ulysse et Polyphème, faisant partie de lOdyssée et ayant inspiré le jeu.

Parmi les nouveautés figurent des options de dialogue, permettant aux joueurs de personnaliser leur expérience. Certaines de ces idées remontaient à l'époque d'Assassin's Creed III, où l'équipe avait envisagé un système de dialogue pour enrichir la personnalité du protagoniste, Connor. Bien que cette idée ait été jugée prématurée à l'époque, elle est finalement intégrée dans Odyssey. L’équipe intègre également des intrigues amoureuses dans le jeu. Selon le directeur créatif Jonathan Dumont, les romances proposées sont optionnelles et le ton reste relativement léger. Les personnages peuvent être séduits indépendamment du genre du personnage joueur. Bien que l’équipe estime que ces options rendent l’aventure plus personnalisée, c’est au joueur de décider s’il souhaite poursuivre une relation. La mise en œuvre de ces nouvelles fonctionnalités nécessite des ajustements techniques majeurs. L'équipe de Québec développe des outils permettant de générer des scènes de dialogue complexes, en plaçant automatiquement les caméras et en ajustant les expressions faciales des personnages en fonction des émotions. Cette innovation permet de produire environ 30 heures de dialogue, soit trois fois plus de contenu que Syndicate malgré un temps de développement similaire.
En 2020, un rapport de Bloomberg révèle que les projets mettant en avant des personnages principaux féminins dans plusieurs jeux Assassin’s Creed auraient été abandonnés ou minimisés en raison de la crainte que les jeux ne se vendent pas sans un protagoniste masculin fort. L’équipe d’Odyssey avait initialement plaidé pour que Kassandra soit le seul personnage principal, mais on lui aurait dit que ce n’était pas une option.

### Transition vers le RPG
Assassin's Creed Odyssey s'appuie sur les fondations posées par Assassin's Creed Origins, marquant une évolution significative vers des mécaniques de jeu de rôle (RPG). L'équipe de développement aménage une plus grande liberté de choix et une identification plus forte avec leur personnage, les joueurs pouvant choisir entre deux protagonistes, Kassandra et Alexios, et les décisions prises lors des dialogues et des quêtes influençant l'histoire et créant un récit à embranchements multiples. Aymar Azaïzia, responsable de la franchise Assassin's Creed, note que de nombreux jeux, même en dehors du genre RPG, intègrent désormais des éléments de progression et de personnalisation. Il cite des exemples comme Gran Turismo et God of War, où les joueurs collectent des ressources et améliorent leurs équipements. Pour Assassin's Creed, cette direction s'est imposée comme une évolution naturelle, renforçant l'engagement des joueurs et prolongeant leur temps passé dans le jeu.
Pour renforcer l’interactivité avec le joueur, celui-ci doit faire des choix importants à certains moments du jeu. L’équipe crée plus de 30 heures de cinématiques interactives. Elle s’inspire d’autres RPG en monde ouvert comme The Witcher 3: Wild Hunt, The Elder Scrolls V: Skyrim et Fallout, qui offrent tous une grande liberté aux joueurs. Le jeu n’indique pas au joueur quand il a fait un choix important, et les conséquences d’une action peuvent ne pas être immédiatement visibles. L’équipe conçoit également un monde réactif aux actions du joueur. Par exemple, contrairement aux précédents jeux de la série, le joueur ne se « désynchronise » plus lorsqu’il blesse des PNJ innocents. À la place, de puissants mercenaires arrivent pour le traquer en conséquence de ses actes,. Ce système s’apparente au système Nemesis introduit dans La Terre du Milieu : L'Ombre du Mordor, chaque mercenaire ayant sa propre routine, ses forces et ses faiblesses. L’équipe estime que ce système maintient un défi constant pour le joueur.
L’équipe de développement apporte plusieurs modifications aux systèmes de jeu des précédents opus. Après avoir écouté les retours des joueurs concernant Origins, l’équipe décide d’intégrer un système de mise à l’échelle de la difficulté dans Odyssey. Les consommables ne peuvent plus être achetés, mais ils peuvent être activés pendant les combats pour offrir un petit avantage au joueur. Bien que le système de hitbox d’Origins revienne dans Odyssey, le jeu propose un système de combat plus rapide. Les joueurs doivent faire preuve de plus d’agilité, et des actions comme parer, esquiver et rouler sont encouragées. Comme le personnage principal est équipé de la lame de Léonidas, un artefact de la Première Civilisation, l’équipe veut que les joueurs se sentent surpuissants et adoptent un style de jeu plus offensif. Pour faciliter cela, les joueurs ne peuvent plus porter de bouclier pour bloquer les attaques, comme ils pouvaient le faire dans Origins. L’accumulation d’adrénaline dans Odyssey est également nettement plus rapide. Comme pour d’autres aspects du jeu, l’équipe souhaite offrir plus de liberté et de choix aux joueurs et ainsi permettre aux joueurs d'expérimenter différentes options de personnalisation et choisir librement la manière dont ils veulent aborder leurs objectifs. L’équipe introduit des quêtes générées de manière procédurale et enregistre 20 000 lignes de dialogue pour ce système. L’équipe doit repenser en profondeur les systèmes de combat naval pour Odyssey, car la transition entre le combat terrestre et le combat naval doit être fluide.

### Musique

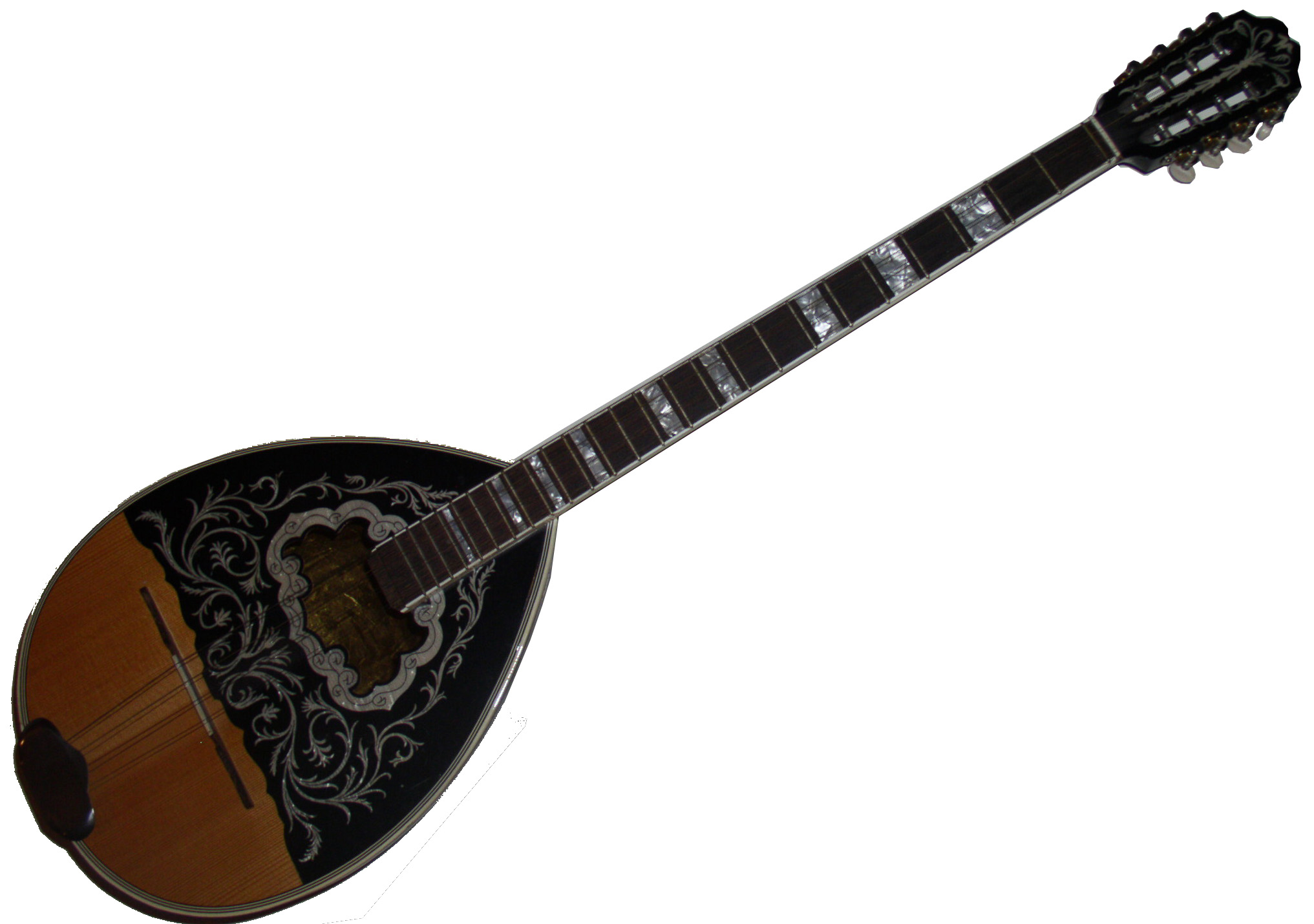
Bouzouki, instrument à cordes grec typique.

Le duo musical composé de Joe Henson et Alexis Smith, collectivement connu sous le nom de The Flight, est le compositeur principal du jeu, avec la participation de Mike Georgiades. Ils ont alors déjà composé la musique de la partie multijoueur d'Assassin's Creed IV Black Flag en 2013. Odyssey étant un jeu de rôle de grande envergure, le groupe décrit le processus de composition musicale comme un défi intimidant, d'autant plus qu'il ne dispose pas de beaucoup de temps pour achever la production des bandes sonores du jeu. Le groupe s'inspire de la musique folklorique grecque et méditerranéenne, sans écouter les bandes originales des autres jeux de la série. La musique « Ezio's Family », présente dans presque tous les jeux de la série, constitue une exception. L'équipe achète et utilise des dulcimers, des lyres, des flûtes de pan et un bouzouki pendant le processus d'enregistrement pour donner à la musique « une forte empreinte géographique ». Chaque région représentée dans le jeu possède ses propres styles musicaux. Par exemple, la cité athénienne utilise des mélodies homophoniques pour créer une atmosphère majestueuse et digne, ce qui convient parfaitement au berceau de la démocratie. Le thème principal, Legend of the Eagle Bearer, est composé en une heure, mais les thèmes de bataille tels que le morceau On The Battlefield représentent un plus grand défi pour le groupe.
La bande originale du jeu est publiée le 5 octobre 2018 et comprend 56 pistes. La musique est acclamée par la critique et est nommée aux Ivor Novello Awards dans la catégorie « meilleure musique de bande originale de jeu vidéo ».

## Commercialisation

### Sorties
Le jeu est dévoilé le 31 mai 2018 par le biais d’un insider qui libère la photo d'un produit dérivé à l’effigie du jeu (un porte-clef),. Alors que l'information se propage sur internet, notamment par le biais du site français JeuxVideoLive, Ubisoft confirme la sortie du jeu à 1 heure du matin dans la nuit du 31 mai au 1er juin, donnant rendez-vous aux joueurs à l'E3 2018 (le 11 juin 2018 pour la conférence Ubisoft), là où devait normalement être dévoilé le jeu. Les rumeurs affirment à ce moment-là que la sortie du jeu serait effective avant la fin de l'année fiscale en cours, soit avant le 31 mars 2019,. La date de sortie est confirmée au 5 octobre 2018 par Ubisoft lors de sa conférence à l'E3 2018.
Le jeu est commercialisé sur PlayStation 4, Xbox One et Microsoft Windows. Une version Nintendo Switch est annoncée lors du Nintendo Direct de septembre 2018. Cette version du jeu est un titre basé sur le cloud et lancé le même jour que les autres plateformes, mais au Japon uniquement,. Aussi, Google s'est associé à Ubisoft pour la promotion du service de streaming Stadia (dont le nom de code était alors « Project Stream »). Les joueurs qui testaient Assassin's Creed Odyssey sur Stadia pendant une heure recevaient gratuitement une copie PC du jeu,. Le jeu présente une jaquette réversible qui permet au joueur d'afficher l'un ou l'autre des deux personnages jouables. Plusieurs éditions spéciales d'Odyssey, comprenant du contenu en jeu bonus et des objets supplémentaires, ont été publiées,.
Une mise en roman du jeu, qui présente Kassandra comme unique protagoniste, est écrite par Gordon Doherty et publiée le même jour que le jeu. En mai 2019, Ubisoft lance « Beyond Medusa's Gate », une expérience de réalité virtuelle géolocalisée dans 100 lieux en Europe et en Amérique du Nord. L'accueil critique positif d'Odyssey incite Ubisoft à lancer Immortals Fenyx Rising, qui met en scène divers dieux et monstres de la mythologie grecque.

### Contenus additionnels
Malgré la nature solo du jeu, Ubisoft adopte un modèle de « jeu en tant que service » pour Odyssey et publie une quantité importante de contenu pour le jeu après sa sortie. L'équipe est alors divisée en trois : une équipe travaille sur les changements de qualité de vie, une autre travaille sur le contenu gratuit, et la dernière développe les deux extensions payantes. Le calendrier de sortie du contenu additionnel est inspiré par d'autres jeux d'Ubisoft tels que For Honor, Tom Clancy's Rainbow Six Siege et Tom Clancy's The Division.
Le passe de saison du jeu comprend deux histoires en tant que contenu téléchargeable, ainsi que les éditions remasterisées d'Assassin's Creed III et d'Assassin's Creed III: Liberation. Les deux extensions payantes sont L'héritage de la Première Lame (composée de trois épisodes sortis périodiquement de décembre 2018 à mars 2019) et Le Sort de l'Atlantide (également composée de trois épisodes sortis d'avril à juillet 2019). La première explore le conflit du Porteur d'Aigle et de Darius avec l'Ordre des Anciens, et l'histoire de la première lame cachée, reliant ainsi Odyssey au reste de la franchise. Le Sort de l'Atlantide se concentre sur la mythologie grecque et introduit trois nouvelles régions explorables : l'Élysée, les Enfers et l'Atlantide. Chaque région permet au Porteur d'Aigle d'accéder à de nouvelles capacités et présente une série d'épreuves destinées à l'aider à mieux comprendre ses devoirs en tant que gardien du bâton d'Hermès.
En plus du contenu payant, Ubisoft publie périodiquement et gratuitement de nouvelles missions axées sur l'histoire, connues sous le nom « Les contes perdues de Grèce »,. Le mode New Game Plus sort en février 2019, permettant aux joueurs de rejouer une nouvelle partie en ayant la possibilité de changer de personnage et de conserver tous les items et capacités débloqués lors de la précédente partie. Des costumes et des lieutenants de bord supplémentaires, dont certains basés sur les précédents protagonistes de la série, sont également mis à disposition gratuitement. Un mode créateur d'histoire, permettant aux joueurs de créer et de partager des quêtes personnalisées, sorti en juin 2019,. Discovery Tour: Grèce Antique, un mode éducatif, qui permet au joueur de choisir entre parcourir le monde de la Grèce antique pour en apprendre davantage sur son histoire et sa vie quotidienne ou embarquer dans des visites guidées organisées par des historiens, sort en septembre 2019.
En août 2021, Ubisoft publie un correctif pour Odyssey qui augmente le taux de rafraîchissement à 60 images par seconde sur Xbox Series et PlayStation 5. En décembre 2021, l'éditeur propose un nouveau contenu gratuit, intitulé Récits entrecroisés d'Assassin's Creed, et accessible à tous les possesseurs d'Odyssey mais aussi d'Assassin's Creed Valhalla. Ces récits permettent de « croiser » les deux jeux en mêlant l'histoire de leur personnage principal respectif au cours de quelques nouvelles quêtes.

## Accueil

### Accueil critique
Selon l'agrégateur de critiques Metacritic, Assassin's Creed Odyssey reçoit des critiques « généralement favorables »,,. Selon Ubisoft, Assassin's Creed Odyssey est le meilleur lancement pour la franchise sur les consoles de huitième génération, depuis Assassin's Creed IV Black Flag. La plupart des critiques s'accordent à dire qu'Odyssey représente une transformation réussie pour la série, marquant son passage du jeu d'infiltration au jeu de rôle d'action.

#### Critiques du monde ouvert
Le monde ouvert est globalement salué par la critique. Dans GamesRadar+, Sam Loveridge vante la conception de la Grèce et apprécie la sensation d'exploration. Il décrit les quêtes secondaires d'Odyssey comme une nette amélioration par rapport aux précédents opus de la série, soulignant leur longueur et leur qualité, au point qu'elles rivalisent avec la quête principale. GameSpot salue le souci du détail de l'équipe et est impressionné par la réactivité du monde. Bien qu'il apprécie son ampleur, il juge certaines fonctionnalités, comme les batailles de conquête, sous-développées et en décalage avec les thèmes de l'histoire principale. Gamekult rejoint cet avis et précise que la construction du monde encourage grandement l'exploration, ce que manquait un peu Origins. Tom Phillips d'Eurogamer est également impressionné par l'immensité du monde, qu'il compare favorablement à The Witcher 3: Wild Hunt. Stephanie Clark, du même site web, ajoute que « le sentiment de véritable épopée imprègne le jeu » et estime que la campagne tient ses promesses d'inspiration homérique. IGN décrit la Grèce représentée virtuellement comme « une série de paysages à couper le souffle », mais note que quelques bugs graphiques peuvent gâcher l'expérience. Si certains critiques apprécient l'ampleur du monde et la cohésion des systèmes de jeu, Giant Bomb trouve le jeu trop répétitif et surchargé de contenu. The Verge renchérit en jugeant que la profusion de mécaniques dilue l'expérience, au point qu'Odyssey perd son identité de jeu Assassin's Creed pour se fondre dans la masse des autres mondes ouverts similaires.

#### Critiques dugameplay
Le gameplay reçoit des avis globalement positifs. GamesRadar+ estime qu'Odyssey affine et simplifie les éléments d'Origins, offrant une expérience plus agréable. De la même manière, GameSpot apprécie les capacités spéciales, qui incitent à l’expérimentation, et note que les combats sont plus rapides, engagés et dynamiques que précédemment,. IGN salue la diversité des armes, chacune ayant un style distinct, ainsi que les arbres de compétences qui s’adaptent aux différentes façons de jouer. Quant à lui, Game Informer considère même le système de combat d'Odyssey comme son préféré de la série, les capacités spéciales procurant une sensation de puissance quasi divine. Cependant, certains bémols tempèrent cet enthousiasme. Le magazine trouve que le système de mercenaires crée des situations de combat intenses et intéressantes, mais leur présence incessante peut devenir agaçante, surtout lorsqu’ils s’immiscent dans les quêtes principales. Bien qu’il reconnaisse que le monde est réactif et vivant, il regrette l’absence de moments soigneusement scénarisés, rendant l’expérience trop prévisible. Gamekult loue également le système de jeu, n'y trouvant quasiment rien à redire. Il décrit les combats comme étant plus fluides et tactiques, la customisation plus poussée et impactante et des nouveautés bienvenues comme le système de factions dynamique ou les batailles navales. Enfin, PC Gamer souligne qu'Odyssey améliore les mécaniques d'Origins, mais critique le système de niveaux, qui oblige parfois à y passer beaucoup de temps pour progresser, ainsi qu’une IA inégale suivant les cas.

#### Critiques de l'intrigue
Les critiques encensent la narration, même si certains lui reprochent un rythme inégal et une ambition démesurée. IGN décrit l’intrigue comme un « drame familial classique », appréciant que le conflit entre Assassins et Templiers y joue un rôle secondaire. Sam Loveridge, de GamesRadar+, la qualifie d'« envoûtante », soulignant que les choix du joueur ont de réelles conséquences. Eurogamer salue les rebondissements et les moments tragiques et poignants qui ponctuent le récit. PC Gamer trouve l’histoire éclatée et trop ambitieuse, mais estime que les choix narratifs renforcent l’implication du joueur, sauvant l’expérience. GameSpot surenchérit et met en avant la personnalisation du récit, où les décisions mènent à des fins différentes, offrant une aventure unique. Gamekult salue un récit ambitieux et des personnages charismatiques, mais trouve certaines quêtes répétitives malgré l'impact des choix narratifs. L’humour, utilisé pour contrebalancer le ton sérieux et la tension palpable, est également salué par la critique,. Cependant, le rythme du scénario est pointé du doigt car les joueurs doivent souvent compléter des quêtes secondaires pour avancer dans l’histoire principale, un problème aggravé par l’immensité du monde,,,. Côté personnages, Kassandra se distingue comme l’un des meilleurs protagonistes de la série, que ce soit en termes de charisme, d'histoire personnelle mais aussi de doublage,. Ubisoft essuie aussi des critiques pour avoir vendu des boosts d’expérience en microtransactions, perçus comme une incitation à accélérer artificiellement la progression,,.
Assassin's Creed Odyssey est initialement saluée par une large partie de la critique pour le tournant pris par la franchise dans la représentation LGBT. La possibilité d'avoir des relations homosexuelles ou bisexuelles est perçue comme bienvenue et cohérente avec le contexte historique du jeu,. Cette inclusion vaut au jeu une nomination pour le premier GLAAD Media Award du jeu vidéo. Cependant, cette réception positive est tempérée par la controverse suscitée par le deuxième DLC. Celui-ci introduit un scénario forçant une relation hétérosexuelle pour assurer la continuité de la lignée du personnage joueur, ce qui est critiqué par les joueurs, notamment au sein de la communauté LGBT, qui y voient une contradiction avec les choix offerts dans le jeu principal. GLAAD elle-même exprime sa déception face à ce développement narratif mais reste néanmoins mesurée, expliquant que malgré les balbutiements il faut savoir reconnaitre et encourager les avancées et prises de risques de ce type. Bien qu'Ubisoft se soit excusée et ait par la suite apporté quelques ajustements au DLC en réponse aux critiques, cet épisode met en lumière les défis liés à la représentation de la diversité sexuelle dans les jeux vidéo, notamment ceux à gros budget.

### Ventes
En mai 2020, un an et demi après la sortie du jeu, Ubisoft annonce qu'il s'est vendu à plus de 10 millions d'unités. Les revenus tirés des microtransactions sont alors 170 % plus élevés dans Odyssey que dans Origins.
Les ventes physiques baissent de 25 % au cours de la semaine de sortie du jeu par rapport à Origins, au Royaume-Uni. Aux États-Unis, les ventes de la première semaine sont supérieures à celles de tous les autres titres de la série sur la génération actuelle de consoles. Ubisoft déclare que les ventes numériques du jeu représentent 45 % de l'ensemble des ventes, soit une augmentation de 10 points de pourcentage par rapport à Assassin's Creed Origins, un an auparavant. Il s'agit du troisième jeu vidéo le plus vendu aux États-Unis en octobre 2018, juste derrière Call of Duty: Black Ops IIII et Red Dead Redemption II.

### Distinctions
Assassin's Creed Odyssey est largement salué par la critique et reçoit de nombreuses distinctions et nominations pour ses qualités techniques, narratives et artistiques. Parmi les reconnaissances les plus notables, le jeu est nommé dans plusieurs catégories lors des Game Awards 2018, notamment pour le meilleur jeu d'action/aventure, pour la meilleure performance (pour Melissanthi Mahut dans le rôle de Kassandra) et pour le jeu vidéo de l'année.
Lors des DICE Awards 2019, Odyssey est également mis en avant pour ses animations et sa direction artistique, soulignant le soin apporté à la création de son monde ouvert et à son esthétique visuelle. De plus, aux NAVGTR Awards, le jeu est nommé pour la meilleure conception de costumes et de nouveau pour la performance de Mahut. Le jeu est enfin nommé aux prestigieux BAFTA Games Awards dans les catégories meilleur jeu et meilleure performance, confirmant son impact significatif dans l'industrie du jeu vidéo.
| Année | Récompense                                            | Catégorie                                         | Résultat   | Réf.    |
| ----- | ----------------------------------------------------- | ------------------------------------------------- | ---------- | ------- |
| 2018  | Game Critics Awards                                   | Meilleur jeu console                              | Nomination | [ 161 ] |
| 2018  | Game Critics Awards                                   | Meilleur jeu d'action-aventure                    | Nomination | [ 161 ] |
| 2018  | Gamescom                                              | Meilleur RPG                                      | Nomination | [ 162 ] |
| 2018  | Gamescom                                              | Meilleur jeu console (PlayStation 4)              | Nomination | [ 162 ] |
| 2018  | Golden Joystick Awards                                | Jeu vidéo de l'année                              | Nomination | [ 163 ] |
| 2018  | The Game Awards 2018                                  | Jeu de l'année                                    | Nomination | [ 157 ] |
| 2018  | The Game Awards 2018                                  | Meilleure direction artistique                    | Nomination | [ 157 ] |
| 2018  | The Game Awards 2018                                  | Meilleure performance (Melissanthi Mahut)         | Nomination | [ 157 ] |
| 2018  | The Game Awards 2018                                  | Meilleur jeu d'action-aventure                    | Nomination | [ 157 ] |
| 2018  | Gamers' Choice Awards                                 | Jeu de l'année                                    | Nomination | [ 164 ] |
| 2018  | Gamers' Choice Awards                                 | Meilleur jeu d'action                             | Nomination | [ 164 ] |
| 2018  | Gamers' Choice Awards                                 | Meilleure expérience de jeu solo                  | Nomination | [ 164 ] |
| 2018  | Gamers' Choice Awards                                 | Meilleur personnage (Alexios/Kassandra)           | Nomination | [ 164 ] |
| 2018  | Gamers' Choice Awards                                 | Meilleur acteur de doublage (Michael Antonakos)   | Nomination | [ 164 ] |
| 2018  | Gamers' Choice Awards                                 | Meilleure actrice de doublage (Melissanthi Mahut) | Nomination | [ 164 ] |
| 2018  | Titanium Awards                                       | Jeu de l'année                                    | Nomination | ,       |
| 2018  | Titanium Awards                                       | Meilleure conception artistique                   | Lauréat    | ,       |
| 2018  | Titanium Awards                                       | Meilleure conception narrative                    | Nomination | ,       |
| 2018  | Titanium Awards                                       | Meilleure conception de jeu                       | Nomination | ,       |
| 2018  | Titanium Awards                                       | Meilleure performance en espagnol (Joël Mulachs)  | Nomination | ,       |
| 2018  | Titanium Awards                                       | Meilleur jeu d'aventure                           | Nomination | ,       |
| 2018  | Australian Games Awards                               | Meilleur RPG                                      | Nomination | [ 167 ] |
| 2018  | Australian Games Awards                               | Meilleur jeu d'action-aventure                    | Nomination | [ 167 ] |
| 2018  | Australian Games Awards                               | Jeu de l'année                                    | Nomination | [ 167 ] |
| 2018  | Steam Awards                                          | Meilleure histoire alternative                    | Lauréat    | [ 168 ] |
| 2019  | DICE Awards                                           | Meilleur RPG                                      | Nomination | [ 158 ] |
| 2019  | DICE Awards                                           | Meilleur personnage (Kassandra)                   | Nomination | [ 158 ] |
| 2019  | DICE Awards                                           | Meilleure histoire                                | Nomination | [ 158 ] |
| 2019  | Writers Guild of America Awards                       | Meilleure narration                               | Nomination | [ 169 ] |
| 2019  | National Academy of Video Game Trade Reviewers Awards | Meilleure direction artistique                    | Nomination | [ 159 ] |
| 2019  | National Academy of Video Game Trade Reviewers Awards | Meilleure technique d'animation                   | Nomination | [ 159 ] |
| 2019  | National Academy of Video Game Trade Reviewers Awards | Meilleure période historique d'influence          | Nomination | [ 159 ] |
| 2019  | National Academy of Video Game Trade Reviewers Awards | Meilleure conception de costumes                  | Nomination | [ 159 ] |
| 2019  | National Academy of Video Game Trade Reviewers Awards | Meilleure franchise                               | Nomination | [ 159 ] |
| 2019  | National Academy of Video Game Trade Reviewers Awards | Meilleure bande originale                         | Nomination | [ 159 ] |
| 2019  | National Academy of Video Game Trade Reviewers Awards | Meilleure utilisation des sons                    | Nomination | [ 159 ] |
| 2019  | SXSW Gaming Awards                                    | Excellence dans les visuels                       | Nomination | [ 170 ] |
| 2019  | Game Developers Choice Awards                         | Meilleure technologie                             | Nomination | [ 171 ] |
| 2019  | Game Audio Network Guild Awards                       | Meilleur audio dans un jeu                        | Nomination | [ 172 ] |
| 2019  | Game Audio Network Guild Awards                       | Meilleur audio dans des cinémaiques               | Nomination | [ 172 ] |
| 2019  | Game Audio Network Guild Awards                       | Meilleurs dialogues                               | Nomination | [ 172 ] |
| 2019  | GLAAD Media Awards                                    | Jeu de l'année                                    | Nomination | [ 173 ] |
| 2019  | British Academy Games Awards                          | Jeu de l'année                                    | Nomination | [ 160 ] |
| 2019  | British Academy Games Awards                          | Meilleure performance (Melissanthi Mahut)         | Nomination | [ 160 ] |
| 2019  | Italian Video Game Awards                             | Choix du public                                   | Nomination | [ 174 ] |
| 2019  | Italian Video Game Awards                             | Jeu de l'année                                    | Nomination | [ 174 ] |
| 2019  | Italian Video Game Awards                             | Meilleure direction artistique                    | Nomination | [ 174 ] |
| 2019  | Italian Video Game Awards                             | Meilleur personnage (Kassandra)                   | Nomination | [ 174 ] |
| 2019  | Ivor Novello Awards                                   | Meilleure bande originale                         | Nomination | [ 175 ] |

## Suite
Une suite, intitulée Assassin's Creed Valhalla, se déroulant pendant l'expansion viking en Europe, est sortie en novembre 2020 pour PlayStation 4, PlayStation 5, Windows, Xbox One et Xbox Series. Une mise à jour majeure pour Odyssey et Valhalla, qui offre du contenu téléchargeable gratuit pour les deux jeux, est publiée le 14 décembre 2021. La première partie du contenu, intitulée « Those Who Are Treasured », est disponible dans Odyssey et sert d'épilogue au voyage du Porteur d'Aigle à l'époque de la Grèce classique. La seconde partie, intitulée « A Fated Encounter », est une mission crossover dans Valhalla qui explore les liens entre la protagoniste du jeu, Eivor Varinsdottir, et Kassandra, la porteuse d'aigle canonique.
Kassandra et d'autres personnages d'Odyssey apparaissent à l'occasion d'un événement crossover entre la franchise Assassin's Creed et le jeu de cartes à collectionner Magic: The Gathering,.